# Catedrala din Autun

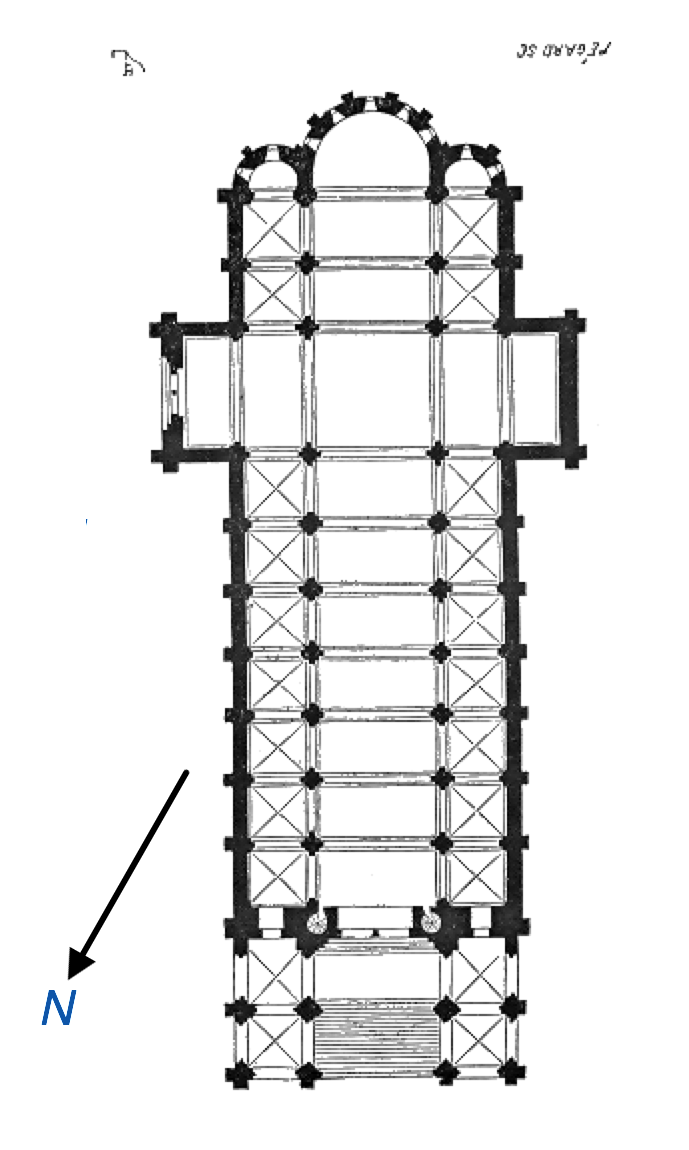
Planul catedralei din Autun

Catedrala din Autun, cu hramul Sfântul Lazăr, este o catedrală catolică situată la Autun, în departamentul francez Saône-et-Loire, în regiunea Bourgogne-Franche-Comté, fiind un monument istoric și de arhitectură din Burgundia, Franța.
Construcția fiind încheiată în 1146, ea a devenit unica catedrală din oraș la sfârșitul secolului al XII-lea, înlocuind catedrala Saint-Nazaire. Ea este sediul Diecezei de Autun. Deși păstrează relicvele / moaștele sfântului Lazare d'Aix, ea este din secolul al XII-lea sub invocarea și patronajului „sfântului Lazăr înviat de Cristos”, patronaj confirmat în 1801 de papa Pius al VII-lea în bula Qui Christi Domini (« S. Lazari a Christo suscitati »).

## Istoric
O primă catedrală a fost construită la Autun începând din secolul al V-lea, consacrată mai târziu sfântului Nazaire (a mai rămas o capelă din secolul al XIV-lea). Biserica Saint-Lazare (dedicată sfântului Lazăr din Evanghelie) a fost proiectată de episcopul de Autun, Étienne I de Baugé, cu scopul de a conserva relicvele bănuite a fi cele ale acestui sfânt, dar care erau de fapt cele ale sfântului Lazare d'Aix. Până atunci, aceste relicve erau conservate la Marsilia.
Începută prin anul 1120 de Étienne de Baugé, a fost finalizată în 1146, iar pridvorul câțiva ani mai târziu. Este construită după modelul bisericii abațiale din Paray-le-Monial. La fel ca în Cluny și Paray, are o boltă semicilindrică frântă, construită la scurt timp după sfințirea sa la rangul de catedrală, întrucât au fost adăugate, în acea epocă, arce butante. O fleșă a fost construită în 1469 de cardinalul Rolin (fiul cancelarului Rolin), deasupra traversării transeptului, în locul unei clopotnițe romanice distruse de trăsnet. Atinge 80 m înălțime. În 1476, cardinalul Jean Rolin a oferit clopotul Marthe (clopotul cel mare al catedralei), care cântărește 3.360 de kilograme și are un diametru de 1,69 metri, care sună alături de alte trei clopote care datează din 1854.
În 1766 edificiul a avut de suferit multe pagube din partea canonicilor din capitulul catedralei. Arta medievală era puțin apreciată în epocă, iar canonicii voiau să reînnoiască aspectul catedralei  într-un stil mai baroc. Portalul lateral și timpanul acestuia au fost distruse, iar pietrele refolosite pentru construirea caselor învecinate. Faimoasa Ispită a Evei a fost așadar inclusă într-un zid înainte de a fi redescoperită. Jubeul și monumentalul Mormânt al Sfântului Lazăr care se afla în spatele zonei corului au fost, de asemenea, demontate (statuile rămase ale mormântului sunt expuse la Muzeul Rolin din Autun).
Întregul spațiu al corului a fost distrus, inclusiv mozaicul din secolul al XII-lea, înlocuit cu pietre noi de pavaj. Celebrul timpan al Judecății de Apoi de Gislebert a fost acoperit cu tencuială, canoanele vremii judecându-l de prost gust. Acest lucru l-a protejat de vandalismul perioadei revoluționare care a vizat timpanele și buiandrugii bisericilor din Saône-et-Loire.. A fost redescoperit în 1837 și restaurat. Capul lui Cristos, după ce a fost tăiat în timpul primei tencuiri și păstrat în Muzeul Rolin de alături, nu a fost înlocuit decât în 1948. Catedrala este clasată pe prima listă a monumentelor istorice în 1840 de către Prosper Mérimée.

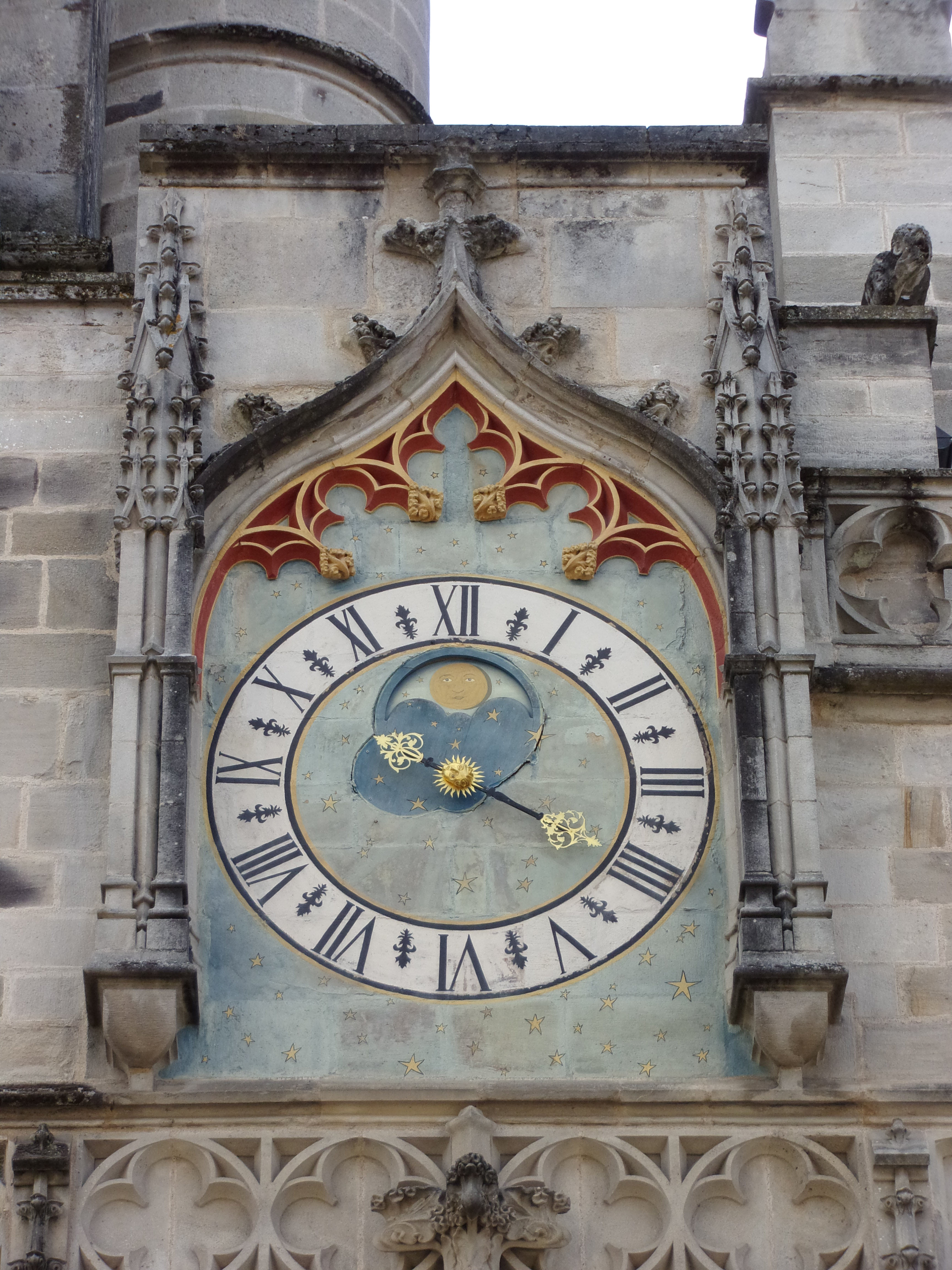
Orologiul astronomic situat pe fațada de est a catedralei Saint-Lazare din Autun. Se poate remarca faptul că pe cadranul orologiului a fost folosit sistemul de numerație aditiv: IIII în loc de IV (pentru marcarea orei 4.)

În 2011 vechiul mobilier al corului, nu foarte estetic și destul de eterogen, a fost înlocuit. Artistul Goudji a produs astfel, pentru spațiul liturgic, un nou altar, un nou amvon și o nouă catedră, care, în modernitatea lor, se încadrează perfect în vechiul cor al edificiului.
Catedrala și cartierul (Orașul de Sus sau Hauts-quartiers), precum și Orașul de Mijloc, au fost integrate într-un sector protejat de 74 ha din 1973. Acest sector are un număr de locuri remarcabile.

## Descriere

### Portalul

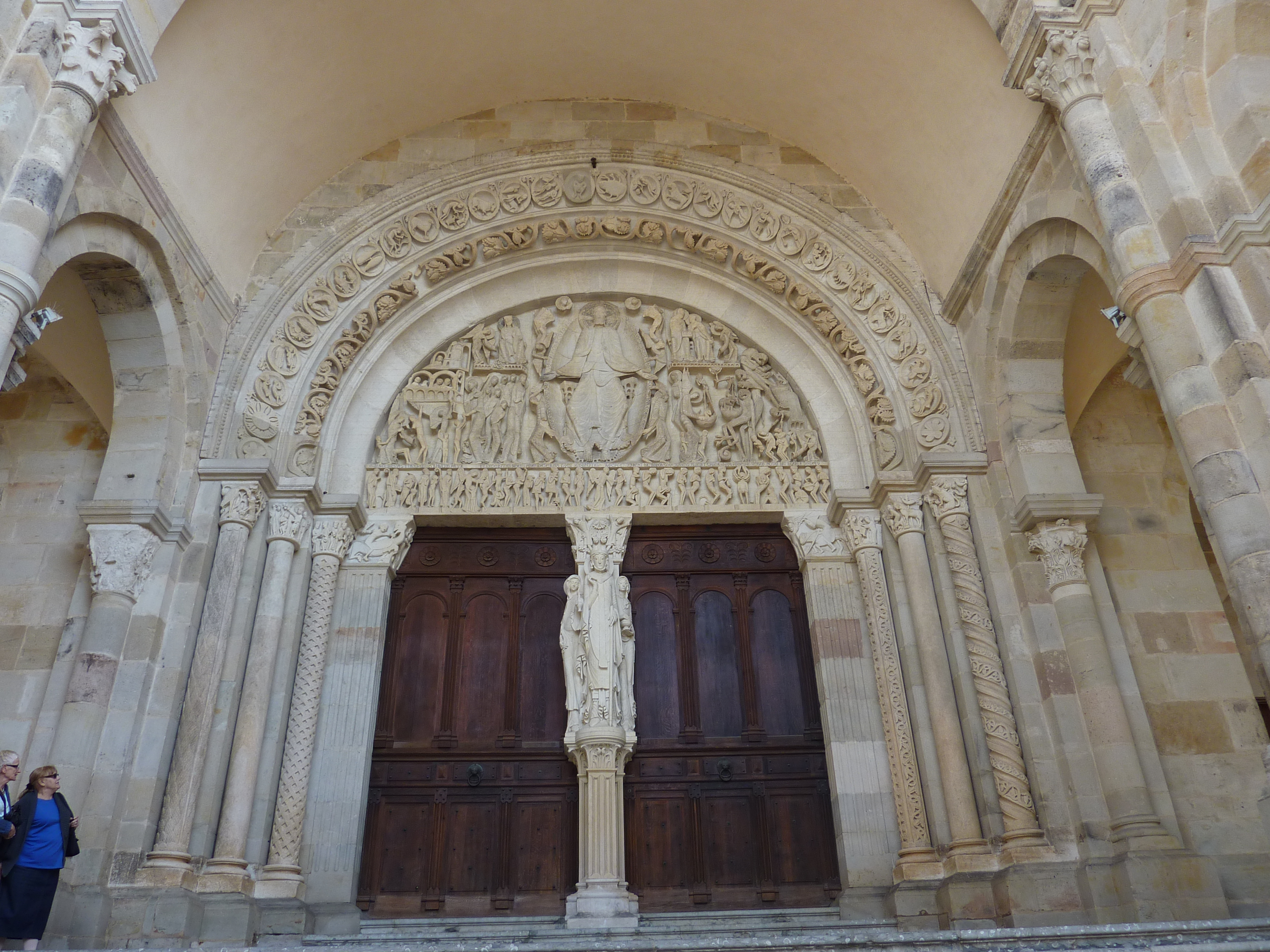
Portal - vedere de ansamblu.

Portalul este elementul cel mai remarcabil al catedralei. A fost realizat, cel puțin Judecata de Apoi, de Gislebert, care semnează cu numele său la picioarele lui Cristos (în latină Gyslebertus hoc fecit)
Scena centrală îl arată pe Cristos în Majestate. Aceasta se află deasupra buiandrugului. Este înconjurată de două arcade, cea externă cuprinzând numeroase medalioane figurative, cu reprezentări ale semnelor zodiacale și lucrări reprezentative ale diferitelor luni ale anului. Totul se sprijină pe coloane cu capiteluri împodobite cu figurine.

#### Timpanul
Timpanul a fost restaurat din iunie până în octombrie 2009: sculpturile au fost renovate cu ajutorul microlaserelor și microsablajului, cu tampoane cu solvenți adaptați naturii pietrei. Tenta negricioasă a uneia din vute a dispărut. Șapte fragmente păstrate în depozitele Muzeului Rolin și-au regăsit locul, între care o meșă a lui Cristos, al cărui cap a fost ușor repoziționat. Această operație a costat 110.000 de euro dintre care 20.000 pentru un sistem antiporumbei utilizat și în Elveția, la Fribourg și Berna. Timpanul restaurat a fost inaugurat la 13 noiembrie 2009, în prezența autorităților departamentale și episcopale.
Scena centrală reprezintă Judecata de Apoi, cu Cristos într-o mandorlă imensă și dominând scena;
- la dreapta Sa, sfântul Petru (care se poate recunoaște ușor prin cheia sa) îi introduce pe cei drepți în Paradis / Rai; deasupra, pe un spațiu mare, Fecioara Maria mijlocește;
- în stânga lui Cristos are loc cântărirea sufletelor: întruchipând greutatea păcatelor, demonii cântăresc pe talerul / talgerul cântarului (de fapt, un fel de coș împletit), dar această greutate este prea mică, iar talerul, purtând sufletul într-o poziție de adorație, este totuși binevenit în mâinile Arhanghelului Mihail.

Prin urmare, avem o reprezentare optimistă a Judecății de Apoi, în concordanță cu perioada prosperă a realizării sale. Considerat barbar de către canonici, timpanul a fost tencuit în 1766. La scurt timp după trecerea lui Stendhal la Autun, alți canonici l-au scos la iveală, fără capul lui Cristos, care lipsea. Abia după cel de-Al Doilea Război Mondial canonicul Denis Grivot l-a găsit și l-a pus la loc.

Timpanul
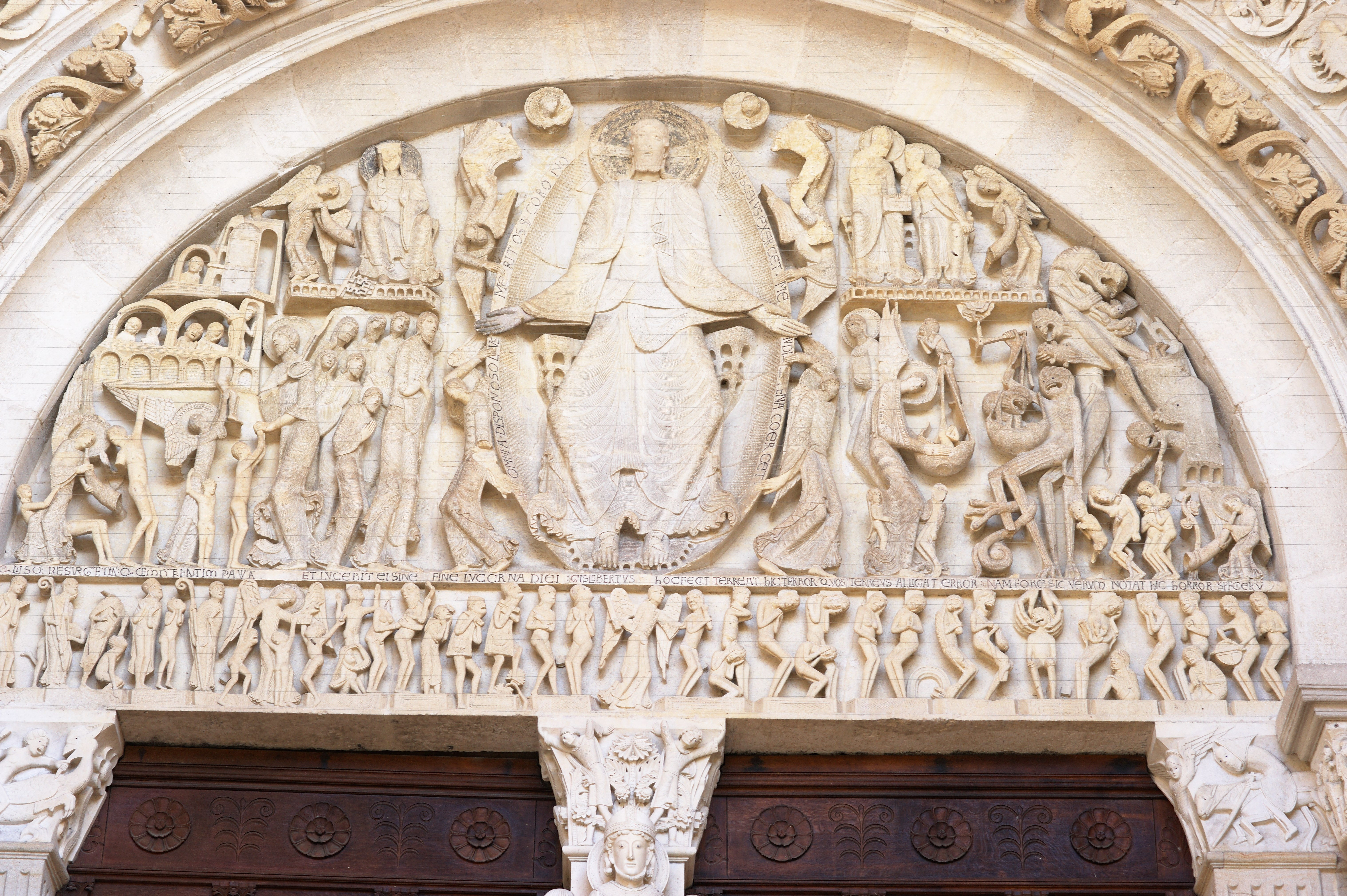
Timpanul cu Judecata de Apoi.
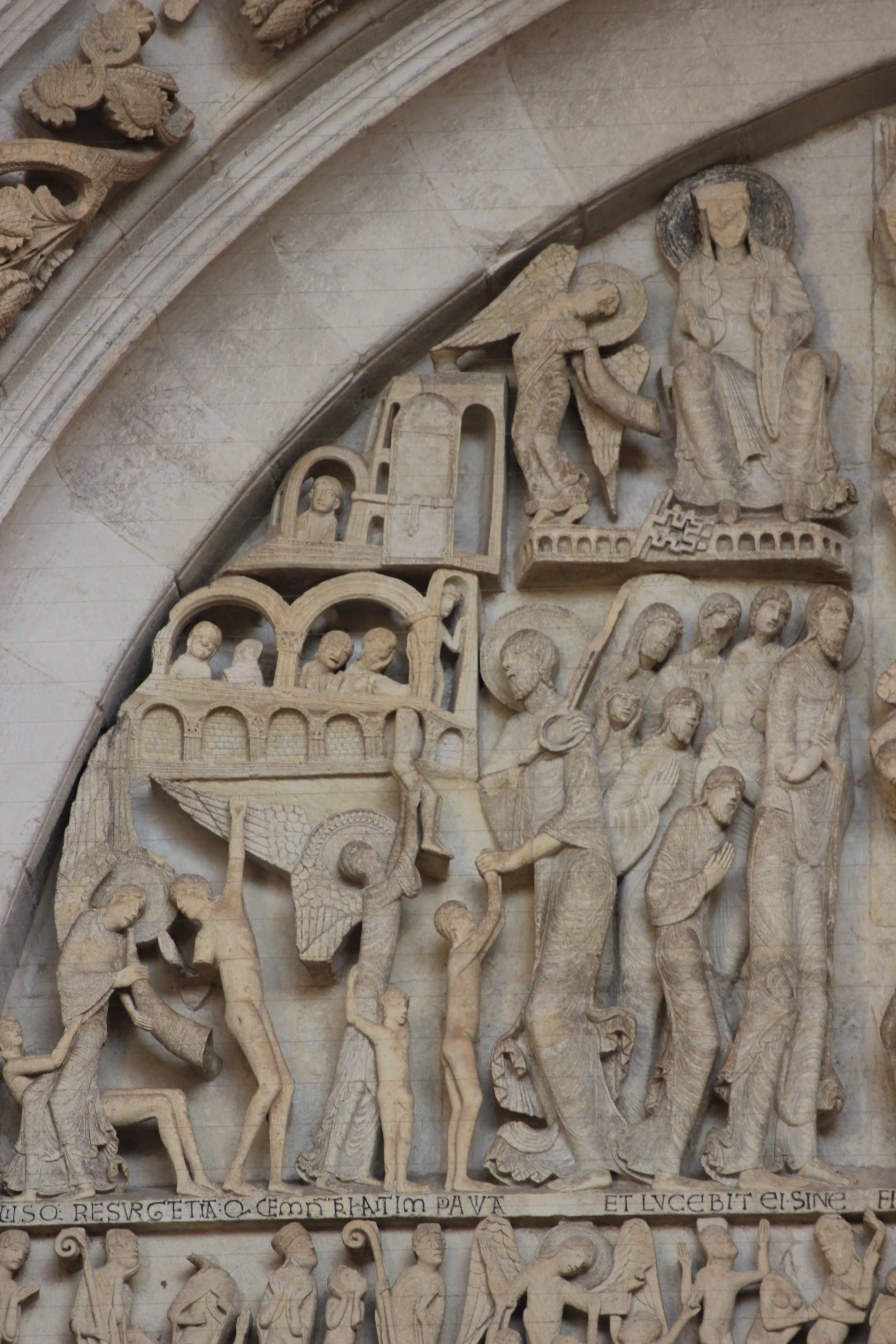
Cei drepți, în dreapta lui Cristos, intrând în Paradis.
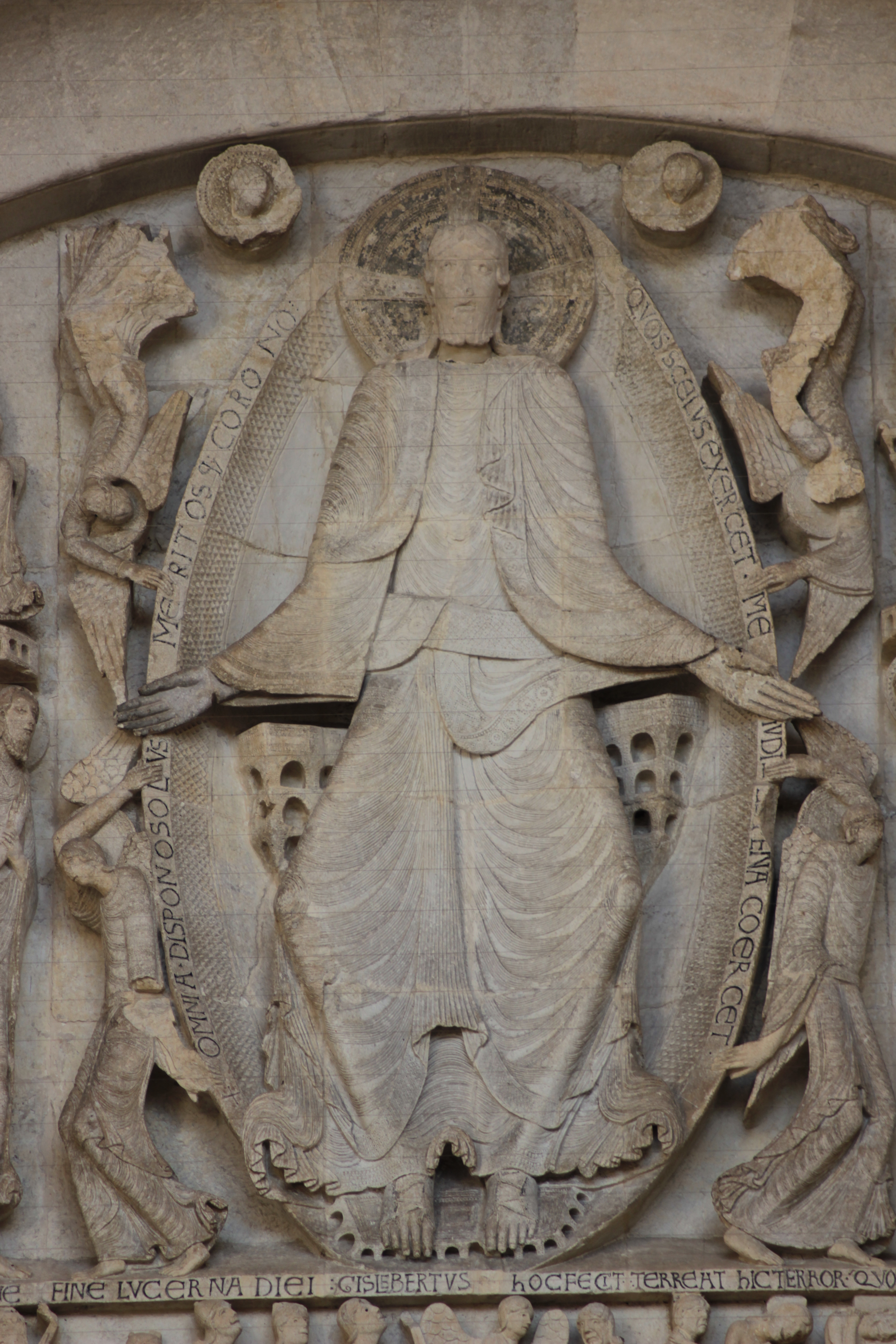
Cristos în mandorlă.
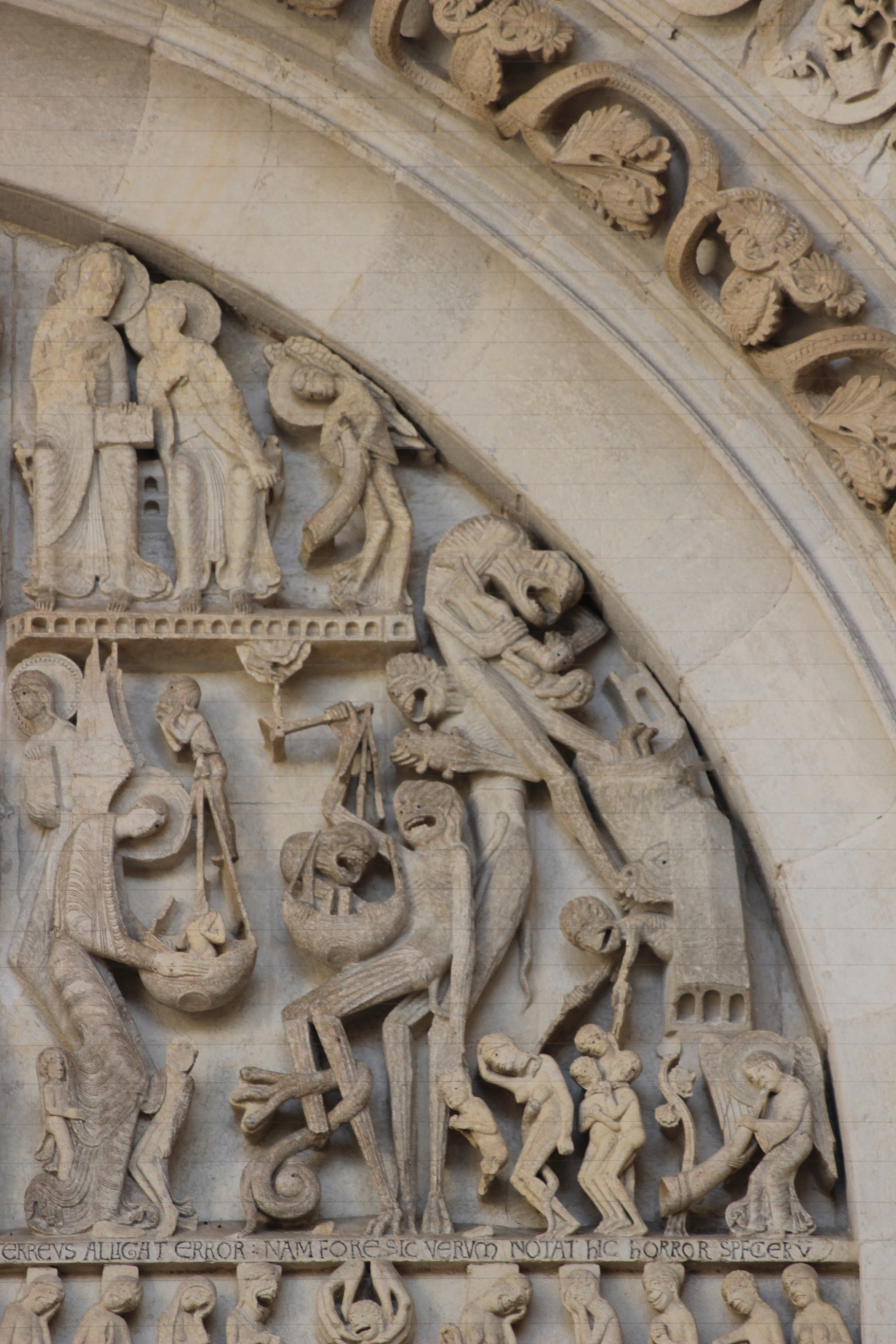
Cei păcătoși, în stânga lui Cristos, salvați de Sfântul Mihail.

#### Buiandrugul
Sub timpan, buiandrugul reprezintă sufletele în ziua judecății. Se regăsesc aici elementele clasice ale acestui subiect:
- învierea morților, dintre care unii își acoperă deja fața, alții poartă embleme de pelerin (cochilia Sfântul Iacob[18][19]);
- femeia cu sânii mușcați de șerpi, reprezentând Luxura;

Buiandrugul timpanului
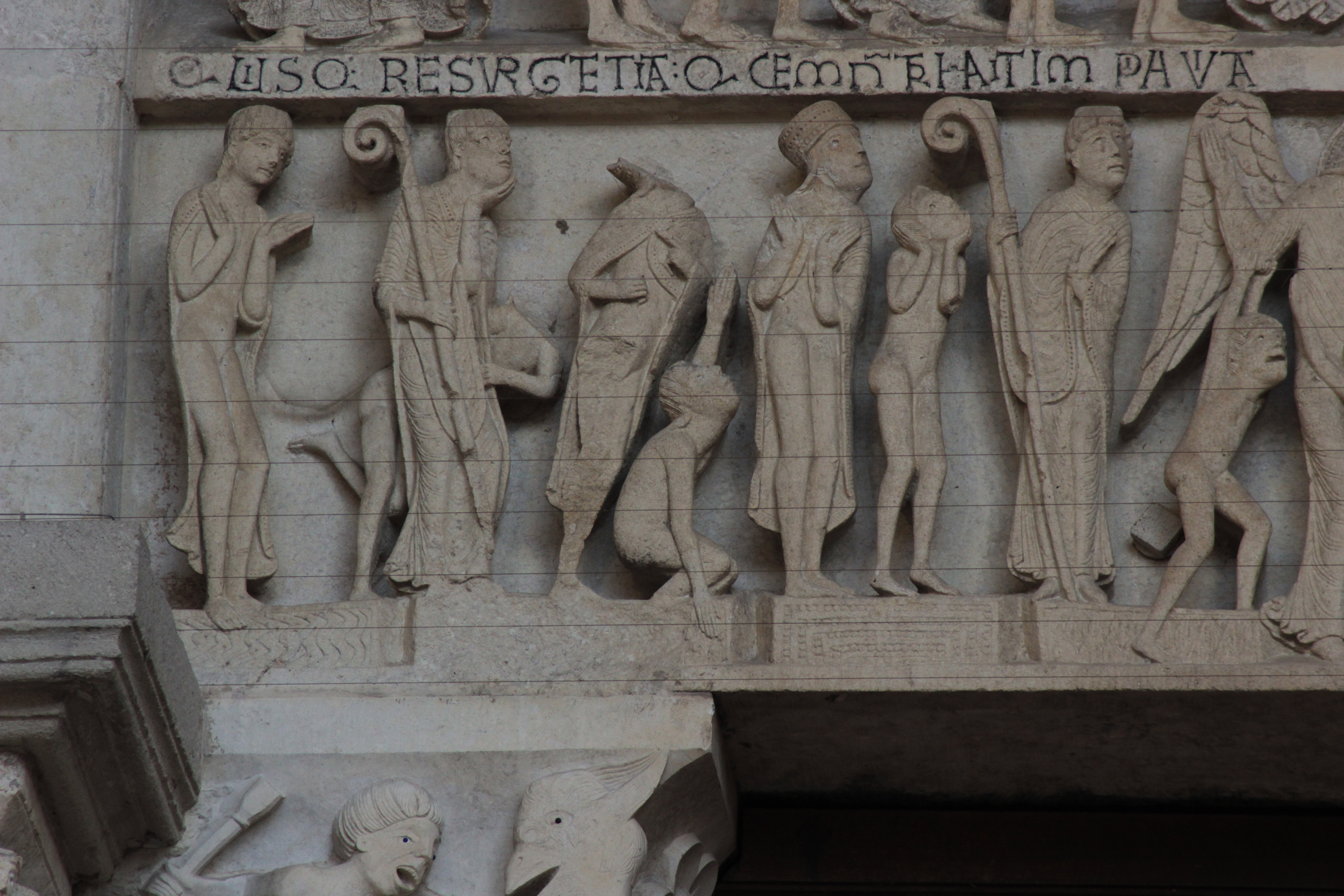
Banda inferioară: sufletele celor drepți în așteptarea judecății.
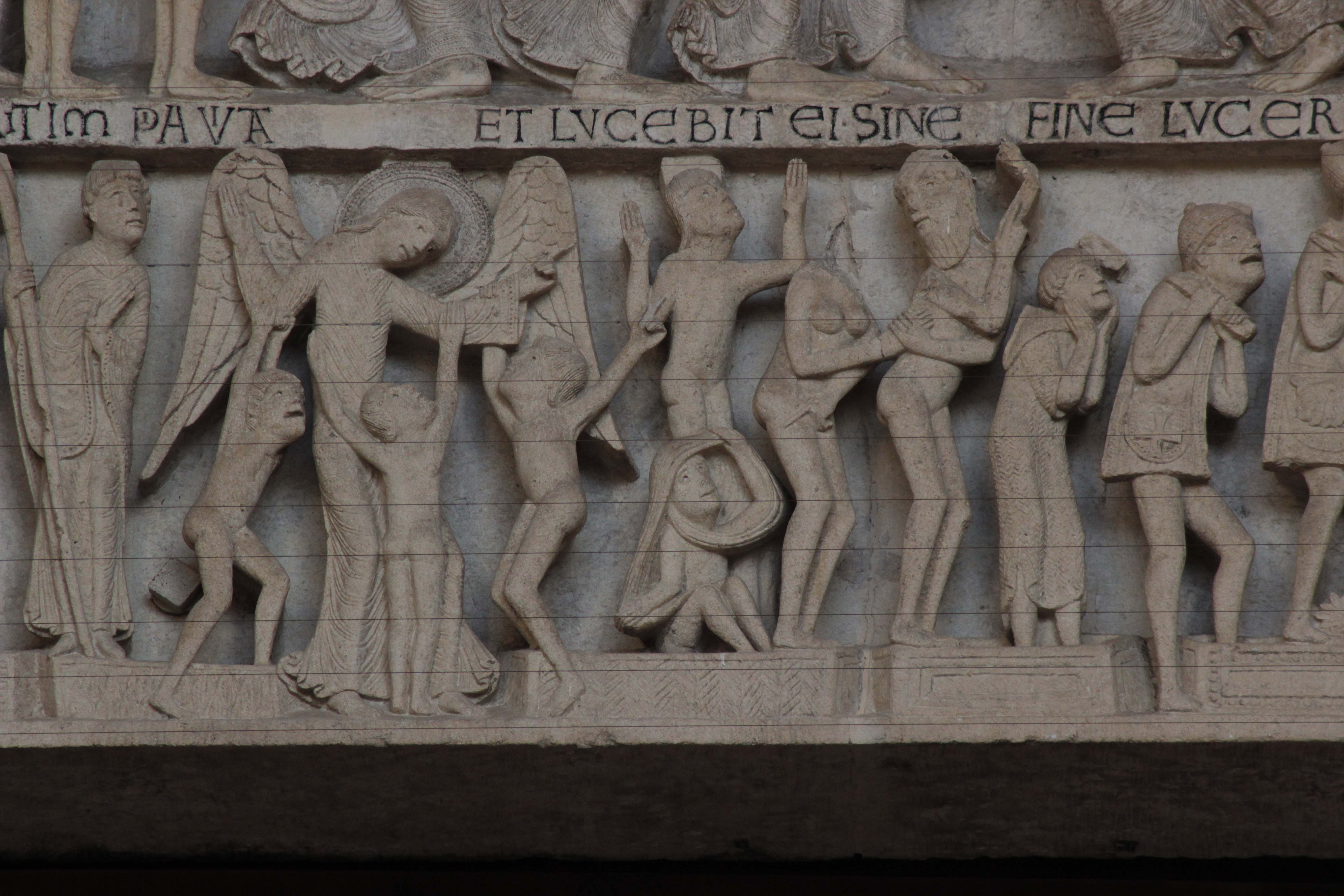
Sufletele la judecată: un înger salvează trei copii.
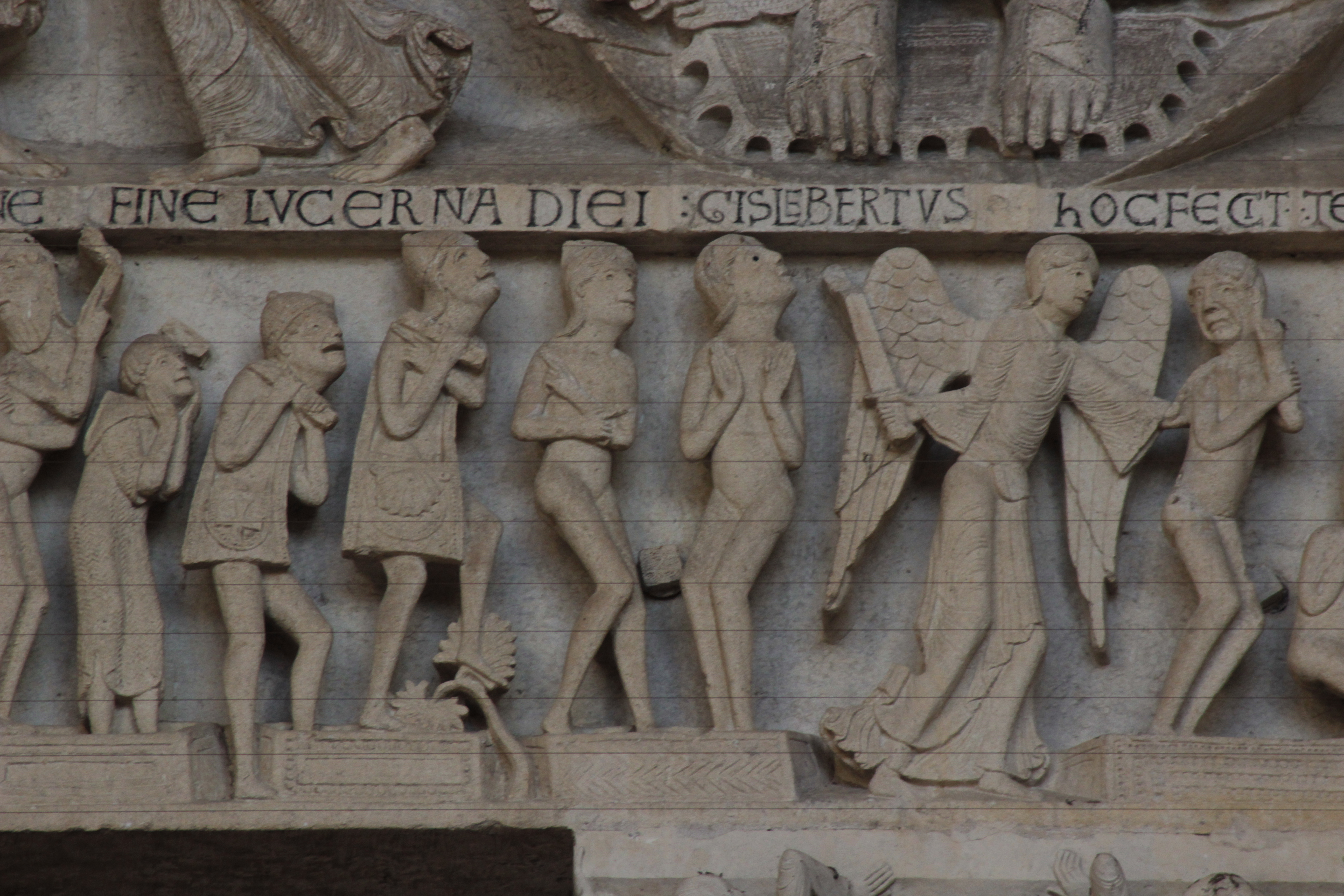
În centru, Adam și Eva goi, la picioarele lui Cristos.
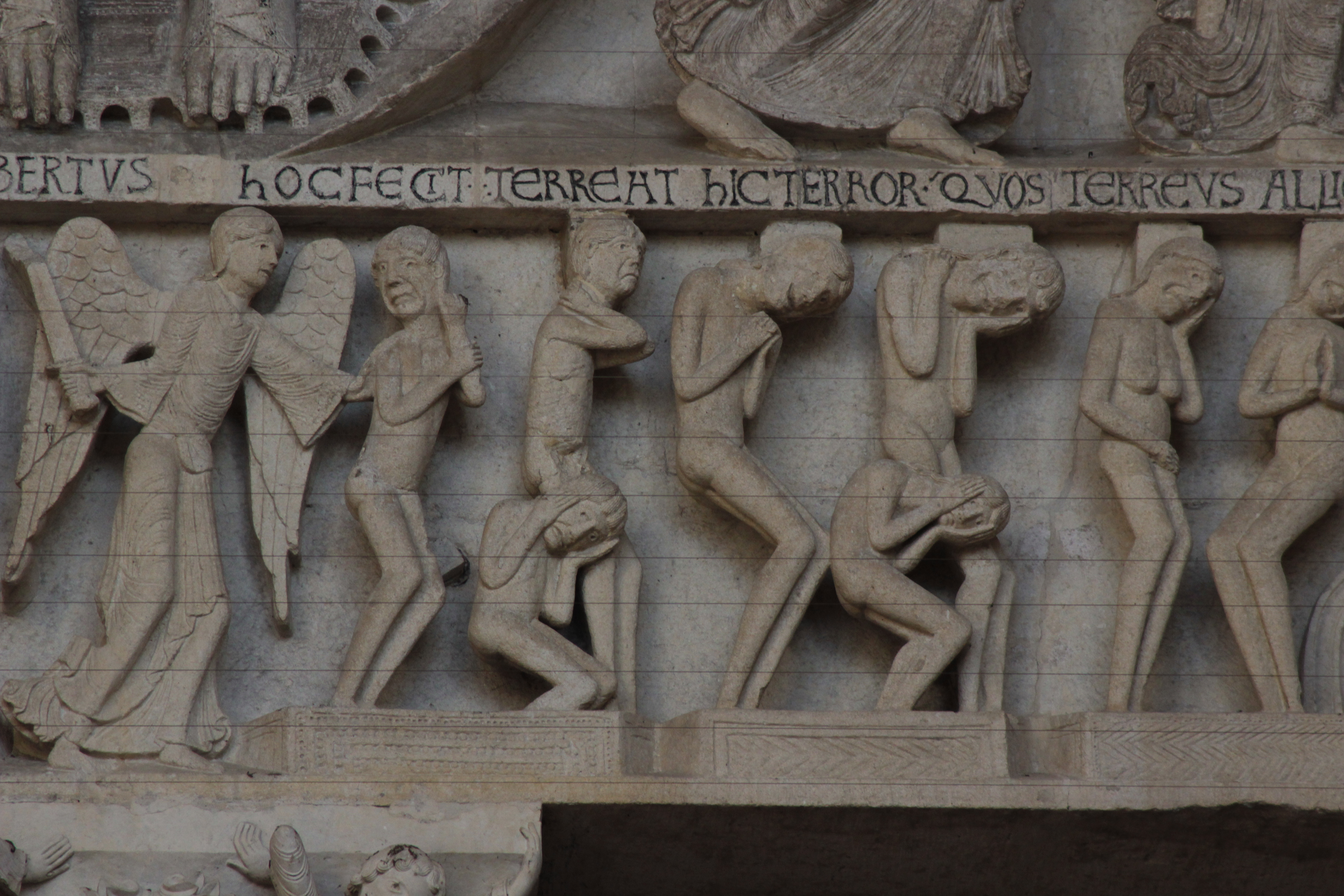
Un înger înarmat cu o spadă alungă pe cei damnați spre stânga lui Cristos.
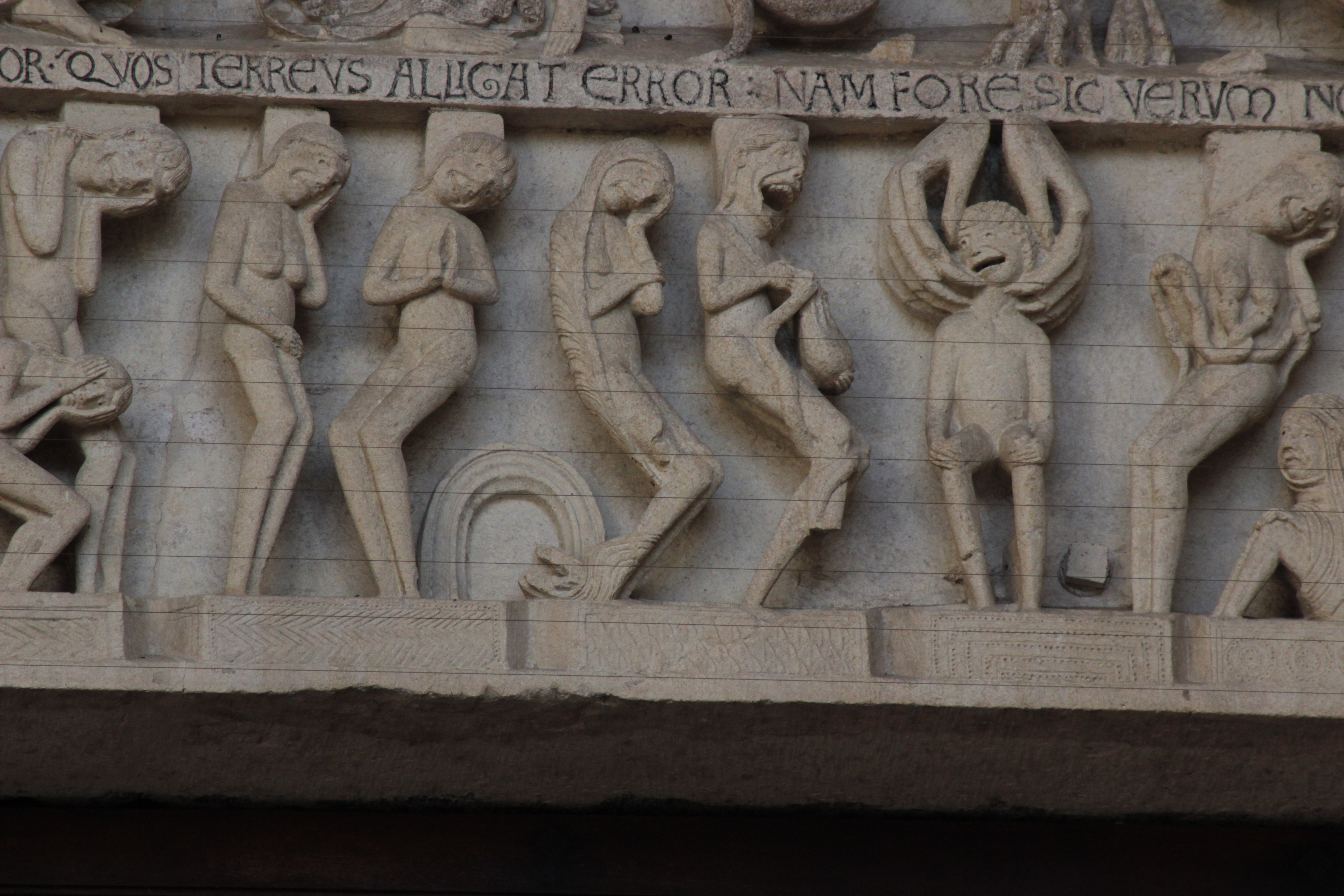
Demonii îi înșfacă pe cei damnați pentru ai trage în infern / în iad.
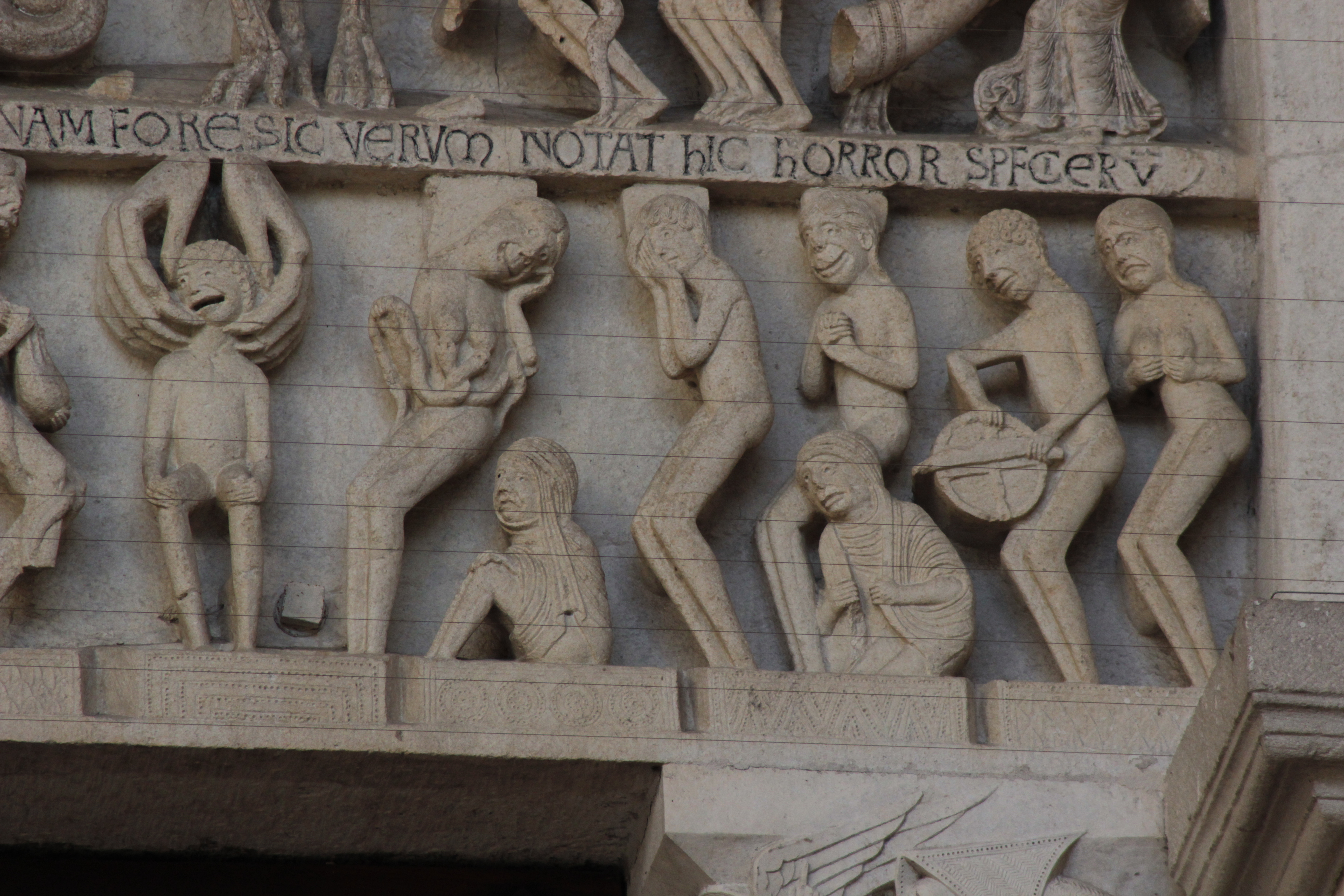
Morții ies din morminte. Femeie cu sânii mușcați de șerpi.

#### Zodiacul și muncile fiecărei luni

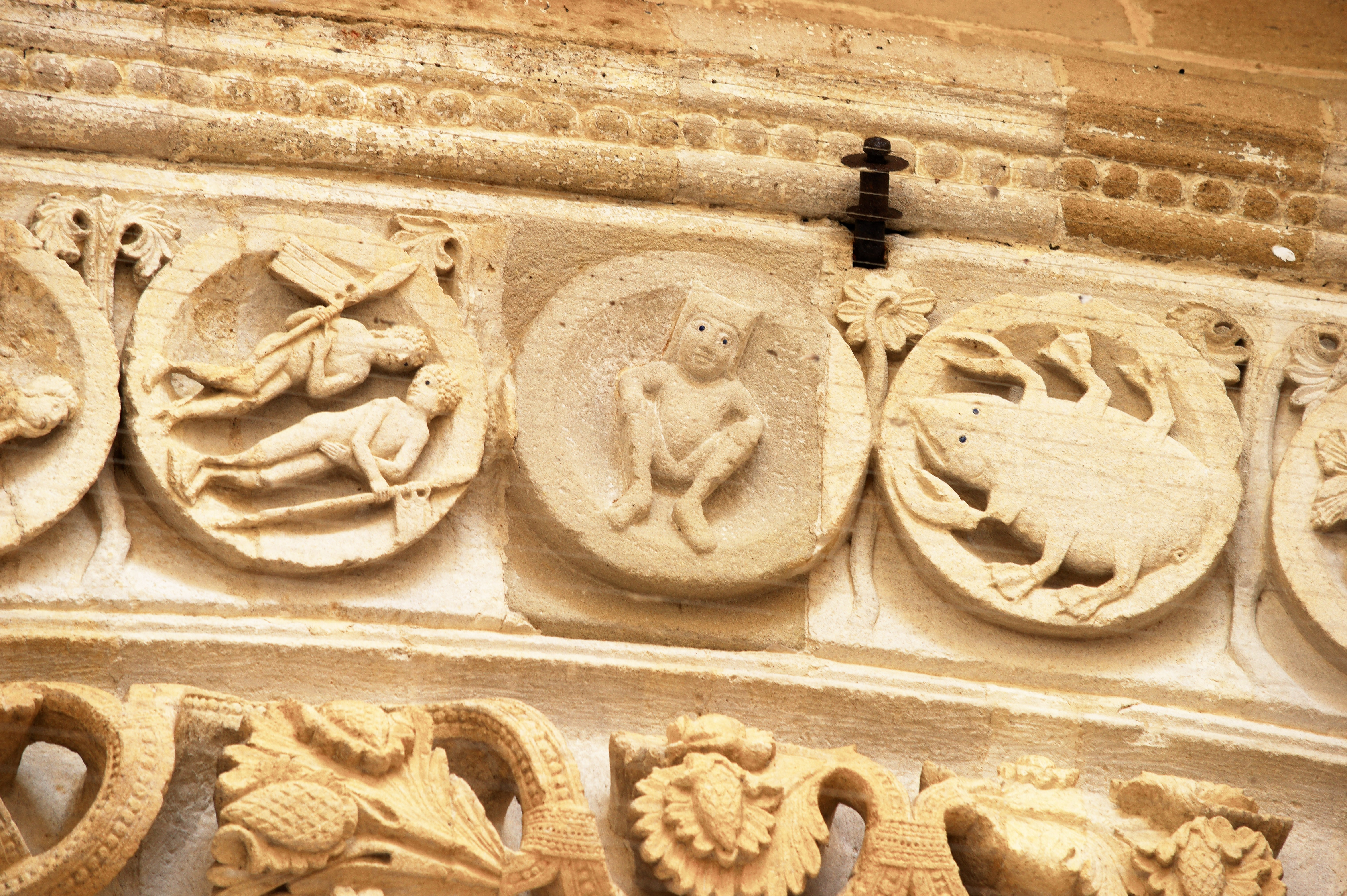
Personaj central între Gemeni și Rac, contemplând anul.

Timpanul este mărginit la exterior printr-o serie de vreo treizeci de medalioane circulare, în care alternează scene ale anotimpurilor și semne astrologice.
De la stânga la dreapta, și în sensul acelor ceasornicului, se recunosc:
1. Motiv floral cu șase petale.
2. Disc (reprezentând Soarele?) din care radiază alternativ opt spice și opt frunze.
3. Prevăzătorul poartă un spic, neprevăzătorul plângând în hainele sale.
4. Înțeleptul (în haine preoțești ?) și nebunul (dezgolit).
5. Ianuarie: Un țăran își taie o bucată de pâine încălzindu-se la foc.
6. Vărsător: Un personaj îmbrăcat cu o simplă capă (la baie?) varsă apă.
7. Februarie: Un țăran așezat pe un scaun se încălzește lângă foc.
8. Pești: Doi pești, cap la coadă, capturați cu aceeași undiță.
9. Martie: Un țăran taie vița de, vie (sau un pom fructifer?).[20]
10. Berbec: Un berbec, din profil, trecând spre stâga.
11. Aprilie: Un țăran hrănește o capră sau o oaie (pentru a le mâna la câmp?).[21]
12. Taur: Un taur, din profil, spre stânga.
13. Mai: Un cavaler cu banieră se pregătește pentru exercițiu[22]: el își mână calul, în spatele lui i se văd scutul și baniera agățată de lance.
14. Gemeni: Doi bărbați tineri goi țin fiecare câte o banieră.
15. Solstițiul de vară: Un personaj șezând domnește asupra ciclului anual. Acest personaj ar reprezenta anul, conform unei miniaturi dintr-un manuscris romanic, Chronicon zweifaltense minus (folio 6v.).[23]
16. Rac: Un rac enorm.
17. Iunie: Un personaj culege și mănâncă fructe din pomi fructiferi.
18. Leu: Un leu trecând spre stânga.
19. Iulie: Recoltarea fânului[22], un bărbat își ascute coasa.[24]
20. Fecioară: Un înger.
21. August: Treierișul grâului, un bărbat ține un îmblăciu pe snopi de spice de grâu legate.[25] Este cu torsul gol, cu nădragii înnodați pentru a evita înțepăturile grâului.[22]
22. Balanță: O femeie verifică echilibrul unei balanțe.
23. Septembrie: Un bărbat strivește strugurii pe care îi recoltează cu mâna stângă.[26][22]
24. Scorpion: un « scorpion », figurat printr-un sort broască râioasă cu opt labe.
25. Octombrie: Un bărbat bate un stejar pentru a face să cadă ghindele pentru a-și hrăni porcii. (Dreptul de a pășuna porci în pădure.[22])[27]
26. Săgetător: Un centaur trage cu arcul.
27. Noiembrie: Adunatul de lemne uscate pentru iarnă, un bărbat poartă un mănunchi de vreascuri pe spate.[22]
28. Capricorn: Figură mitologică cu cap de țap, aripi de vultur, și coadă de pește.
29. Decembrie: Tăiatul porcilor.[28]
30. Motiv floral cu șase petale simetrice.

Scene reprezentate pe timpan
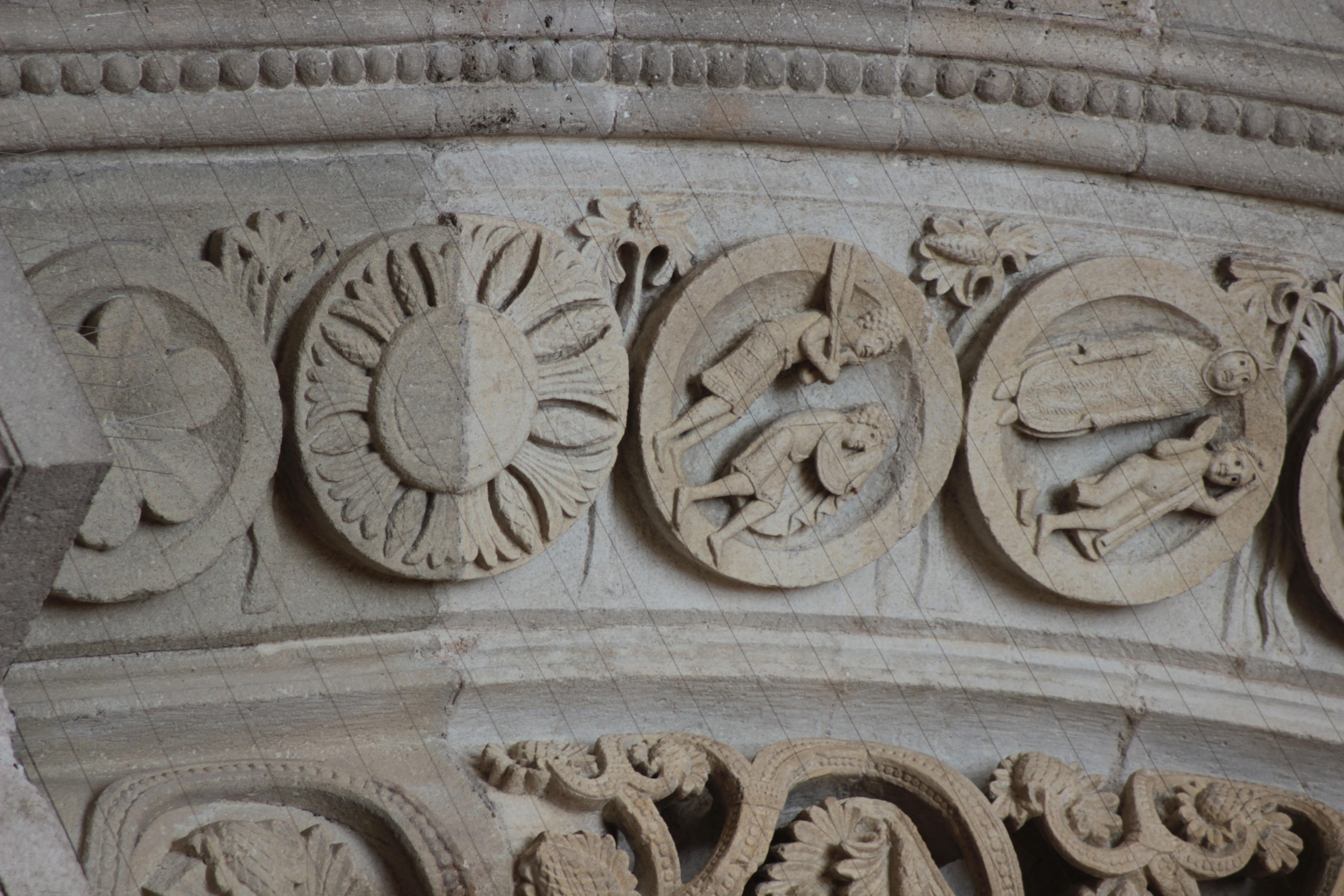
(1-4) Incipit al calendarului.
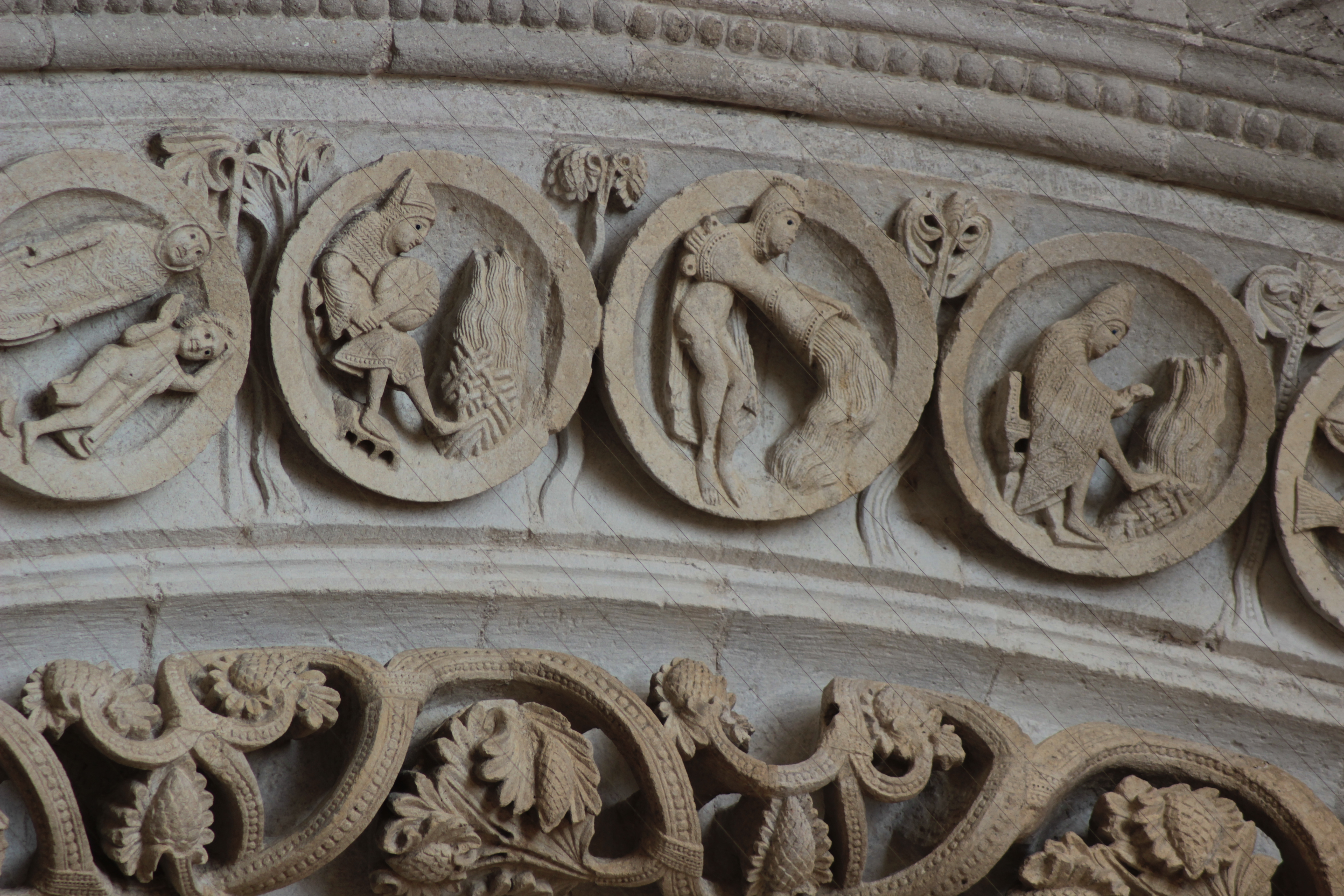
(5-7) Iarna: încălzire lângă foc.
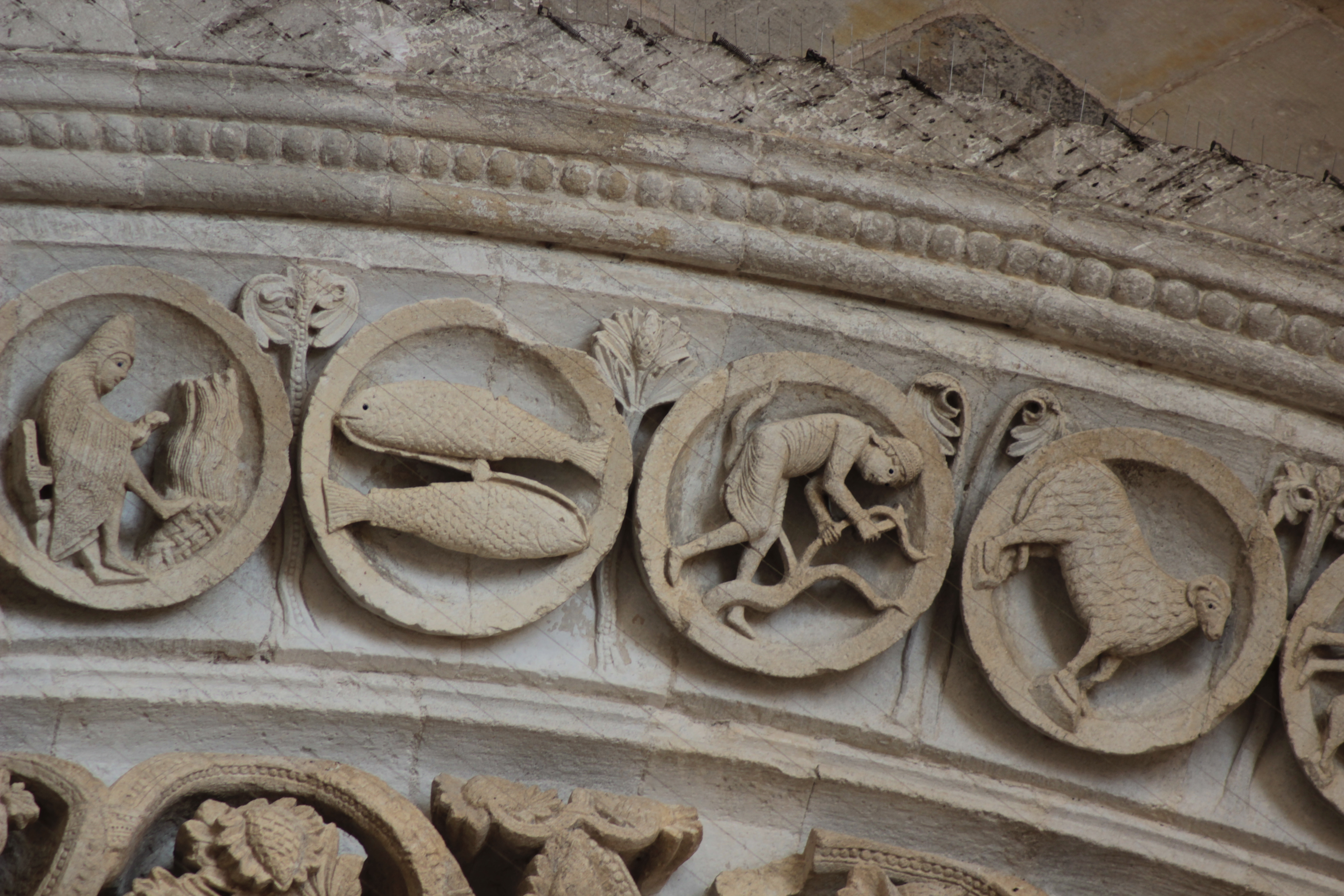
(8-10) Tăierea viței de vie (martie).
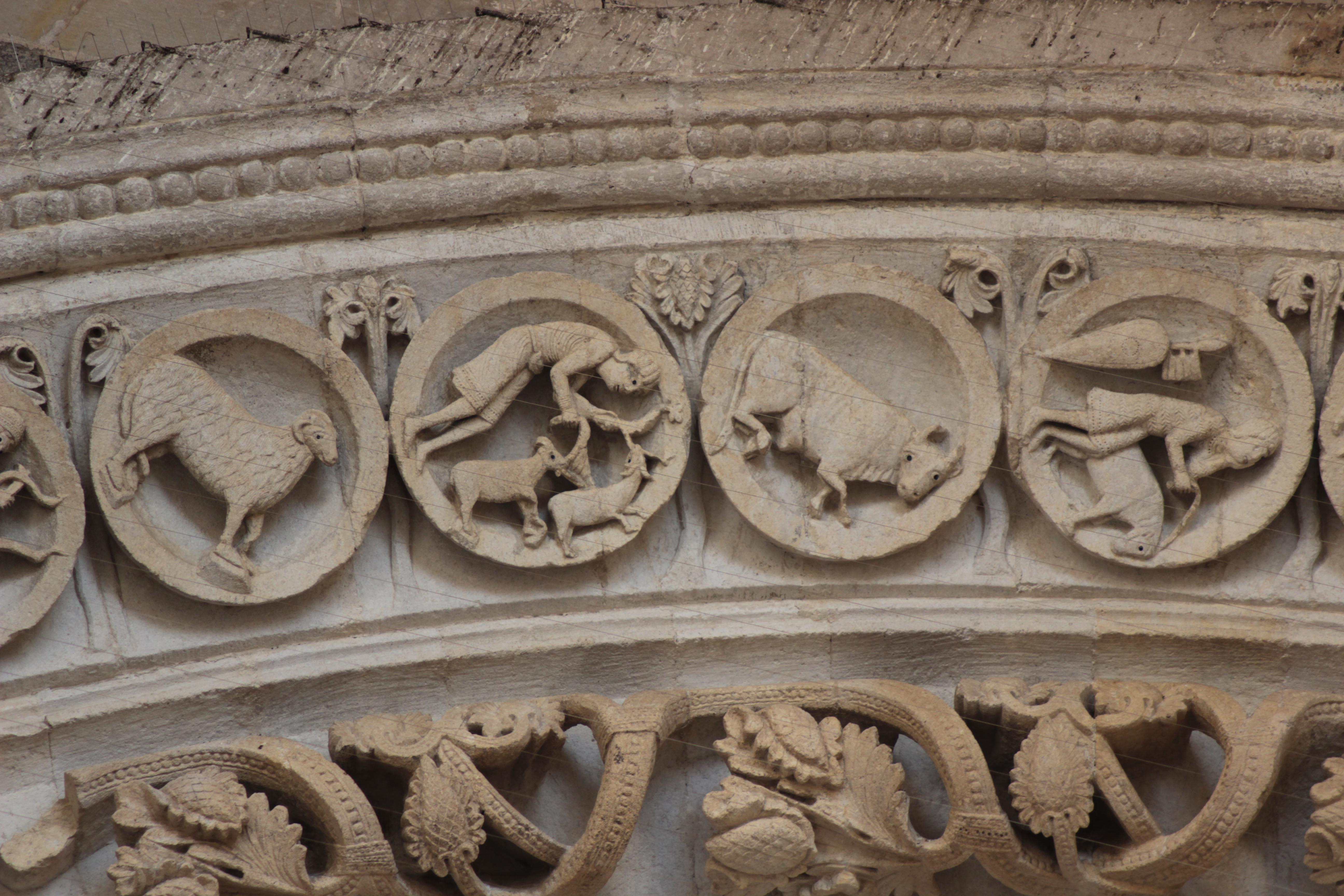
(11-13) Cavaler cu banieră în exercițiu.
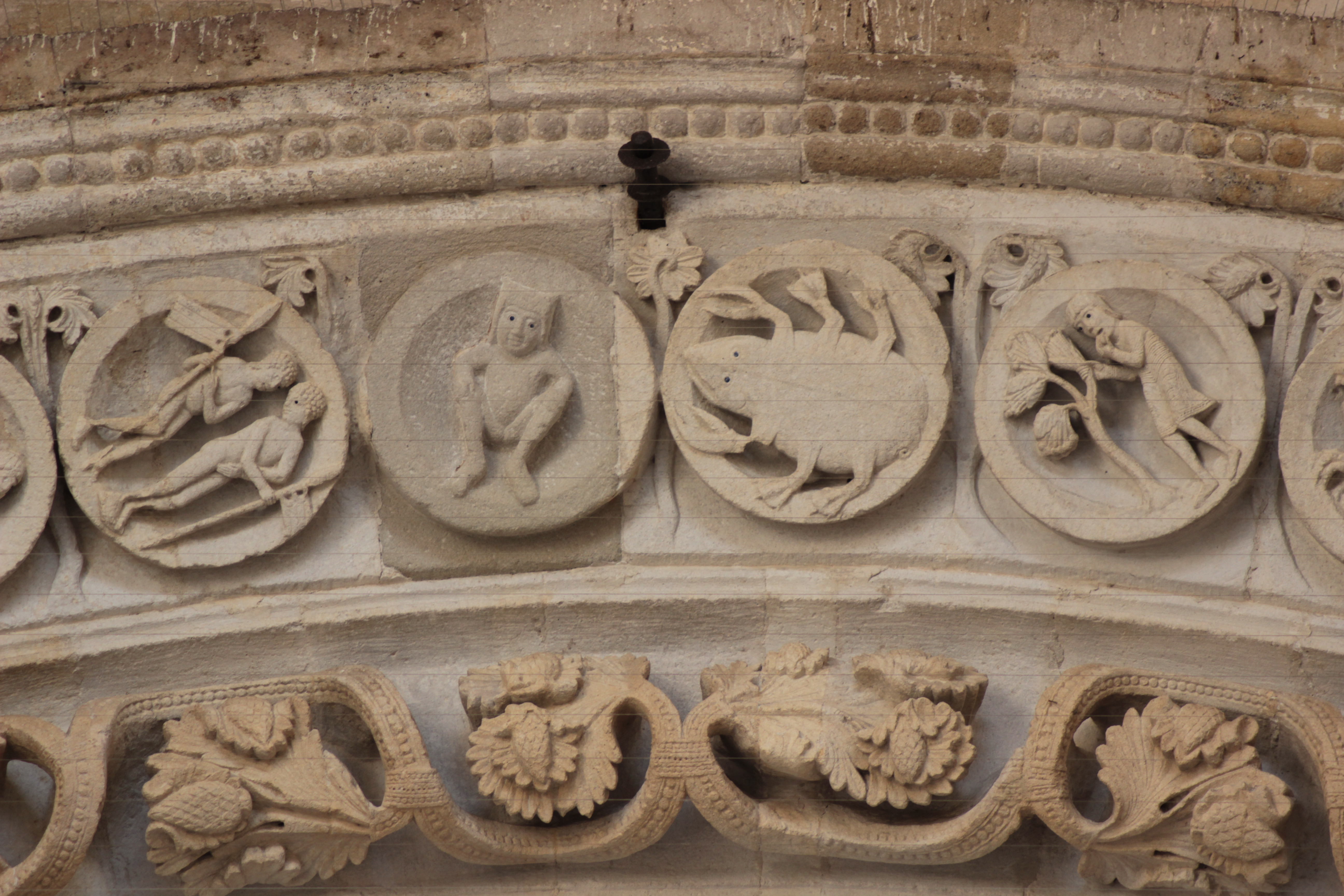
(14-17) Personaj șezând - Culesul fructelor (iunie).
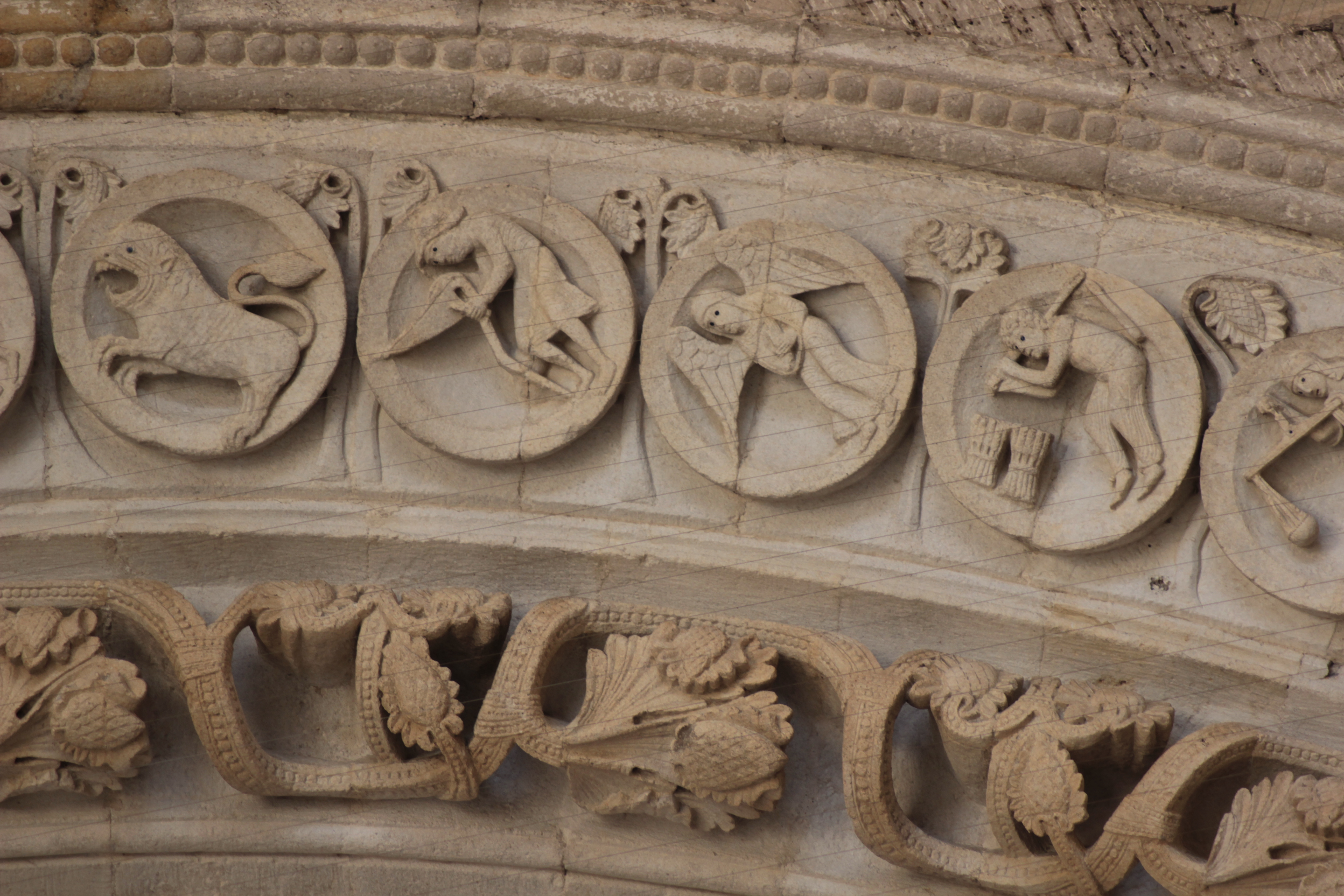
(18-21) Recolta și treierișul grâului.
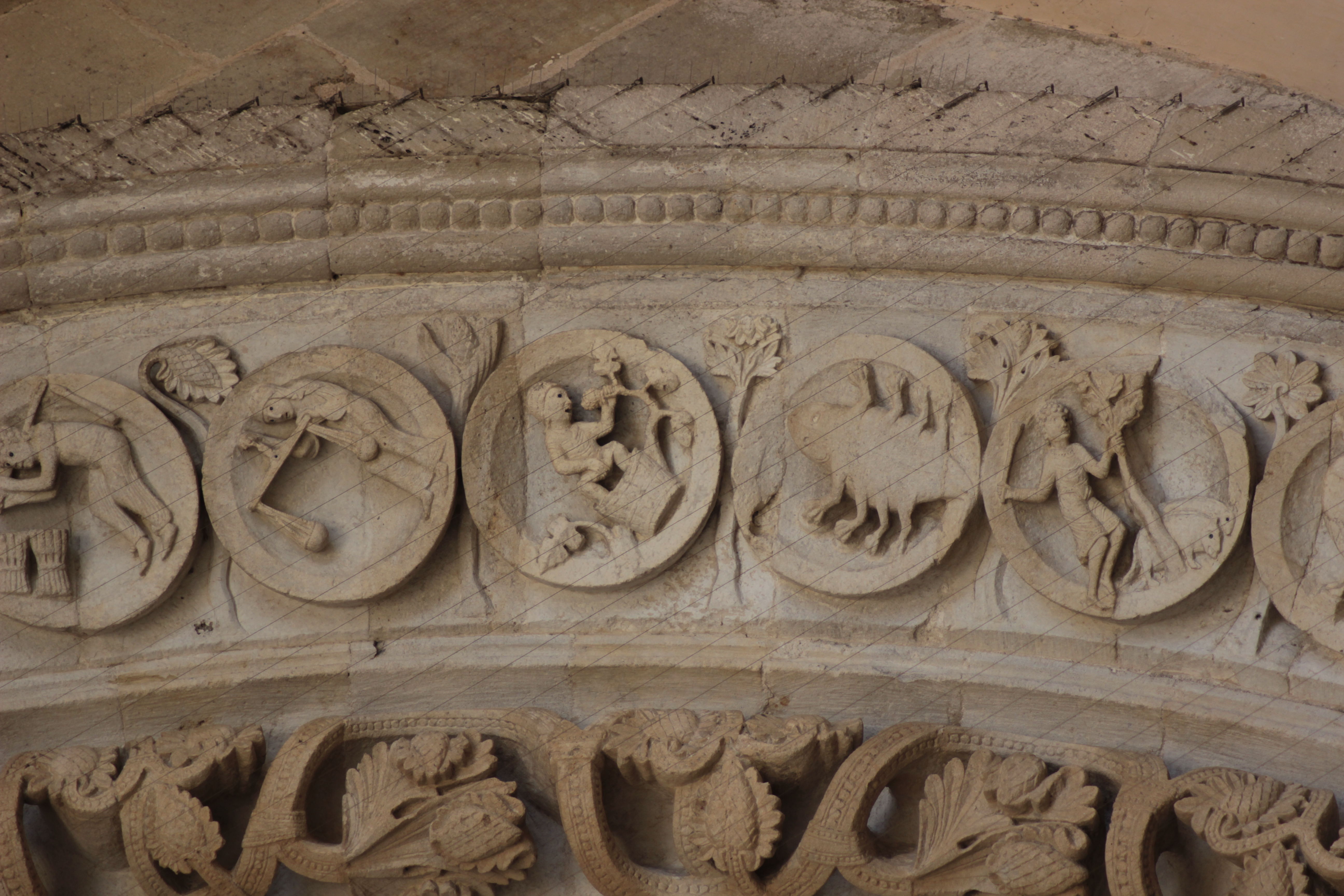
(22-25) Culesul viilor - Culesul ghindei.
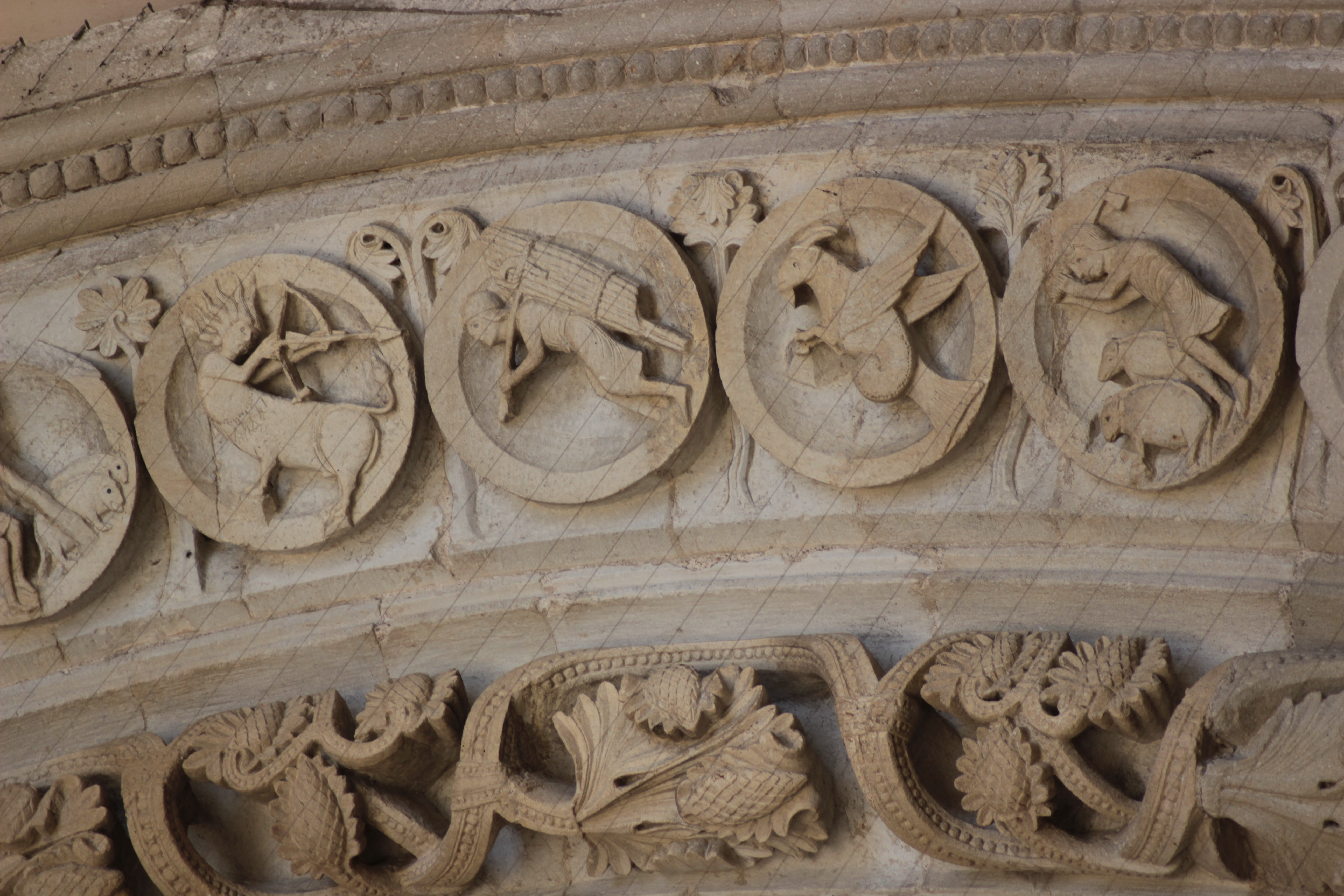
(26-29) Adunatul lemnelor - Tăiatul porcului.

#### Întregolul

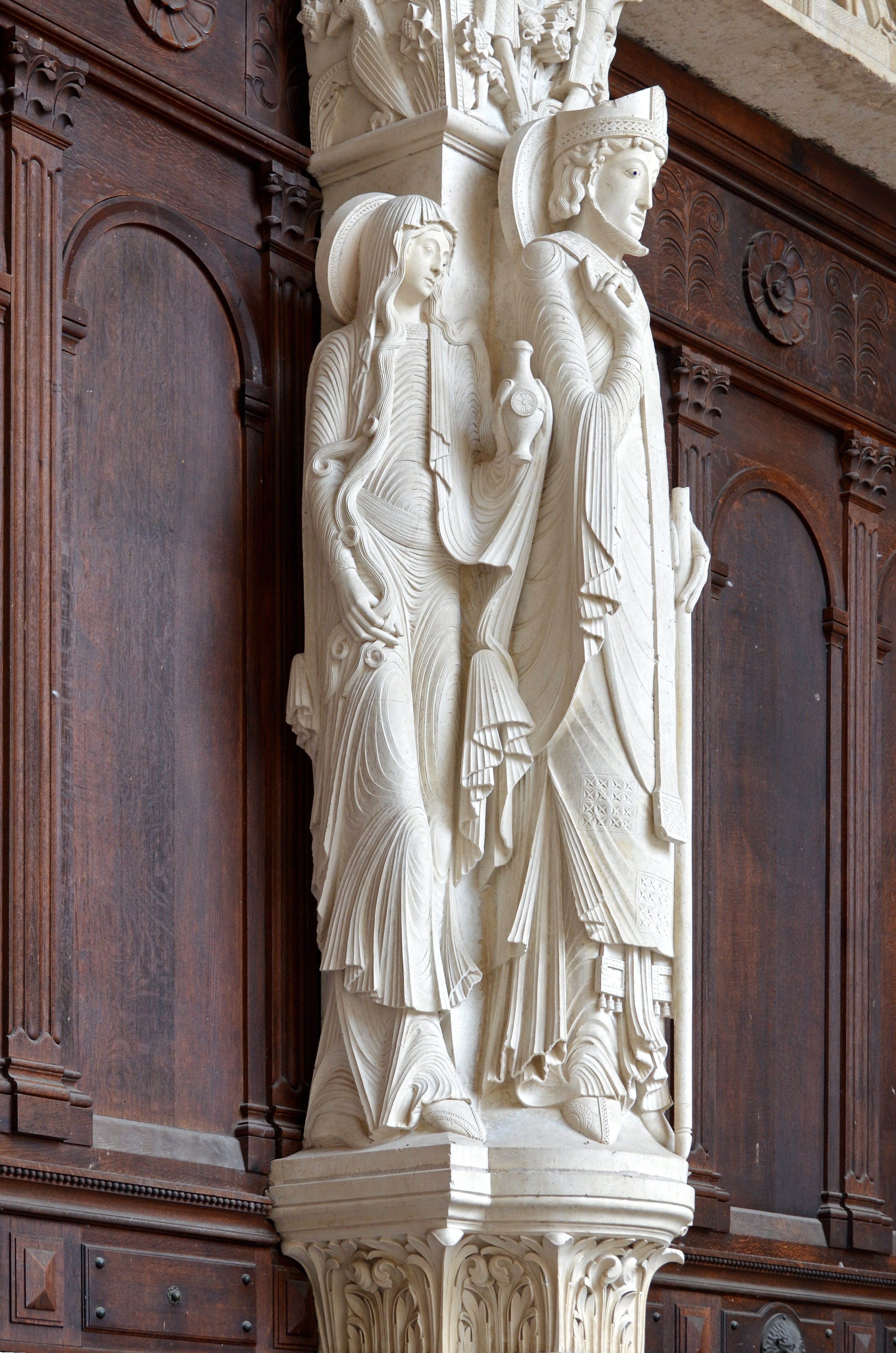
Întregolul portalului central

Întregolul, deși posterior, pentru că datează din secolul al XIX-lea, îi reprezintă pe sfântul Lazăr și pe cele două surori ale sale, Maria și Marta.

### Interiorul

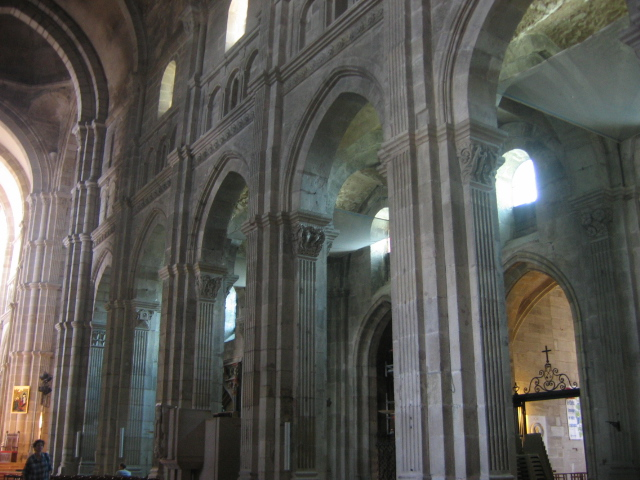
Stâlpul navei.

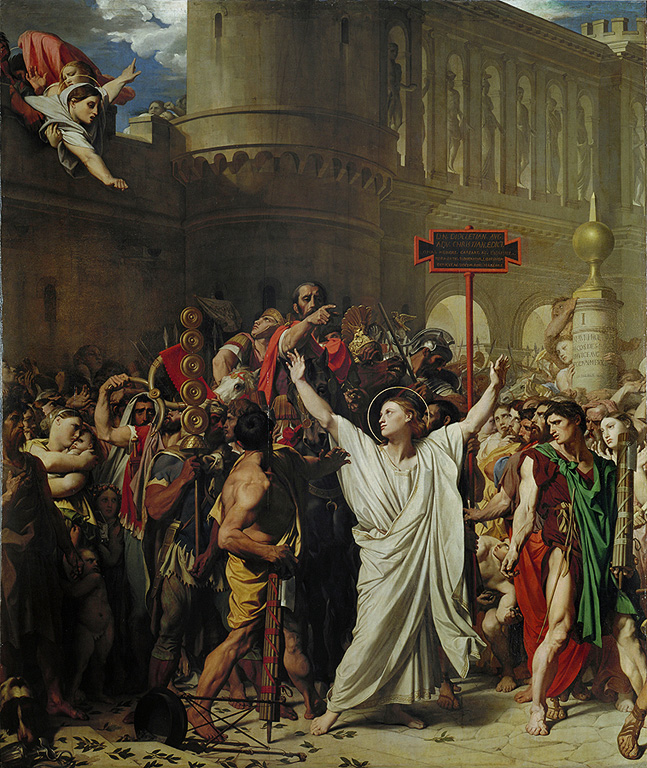
Martiriul sfântului Simforian, ulei pe pânză, de Dominique Ingres (1834), la intrarea în sacristie.

Navele centrală și laterale sunt cu boltă frântă, necontrabalansate la origine cu arce butante, făcând ansamblul foarte instabil. Acestea au fost adăugate în secolul al XIII-lea.
Corul a fost refăcut în secolul al XV-lea în stil gotic, iar vitraliile datează din secolele al XIX-lea și al XX-lea.  
Panoul sculptat așezat în spatele altarului Noli me tangere este singurul din catedrală, din secolul al XVI-lea. Sfânta Maria Magdalena și Cristos stau de o parte și de alta ale unui arbore purtând blazoanele comanditarilor. Pe filacteria / filacteriul parțial rupt(ă) este transcrisă propoziția pe care Isus i-o adresează Mariei Magdalena: „Noli me tangere”.
Capitelurile împodobite cu figurine ornează coloanele navei centrale. Deși remarcabile, ele nu sunt foarte vizibile din cauza distanței lor și a relativei penumbre.
Catedrala posedă un tablou mare de Dominique Ingres (1834), situat la intrarea în sacristie. O altă pictură, realizată de François-Joseph Heim, Învierea lui Lazăr, este reprezentativă pentru reînnoirea picturii religioase în Franța, în secolul al XIX-lea, deși îl ilustrează pe Sfântul Lazăr din Evanghelie și nu pe Sf. Lazare din Aix, care este sfântul cinstit în această catedrală. De asemenea, în catedrală sunt prezente o Pietà, lucrare a lui Guercino și un Cristos mort de Daniel Seyter.

Opere de artă din catedrala Sfântul Lazăr din Autun
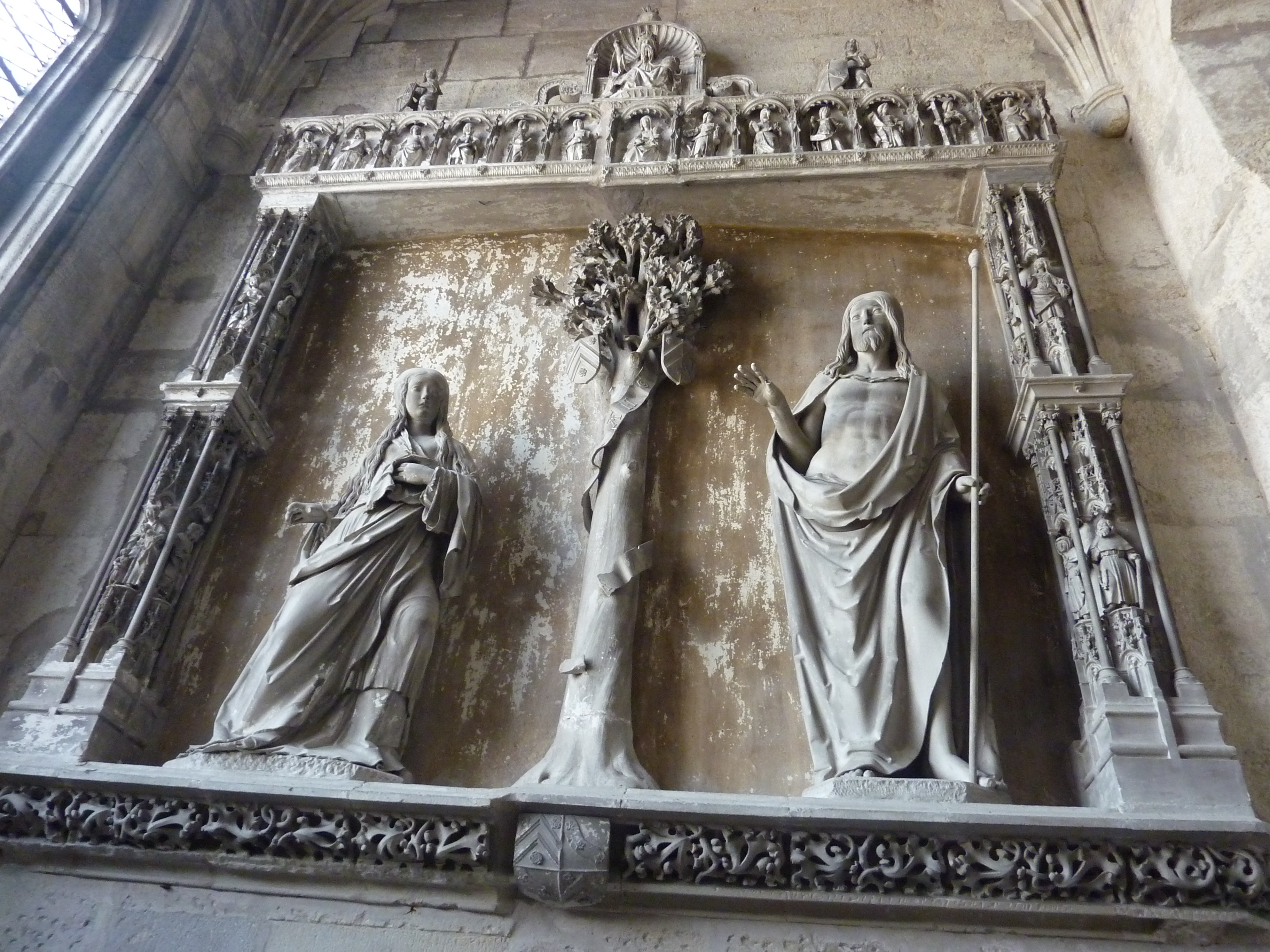
Noli me tangere, parte din panoul sculptat așezat în spatele altarului, din secolul al XVI-lea.
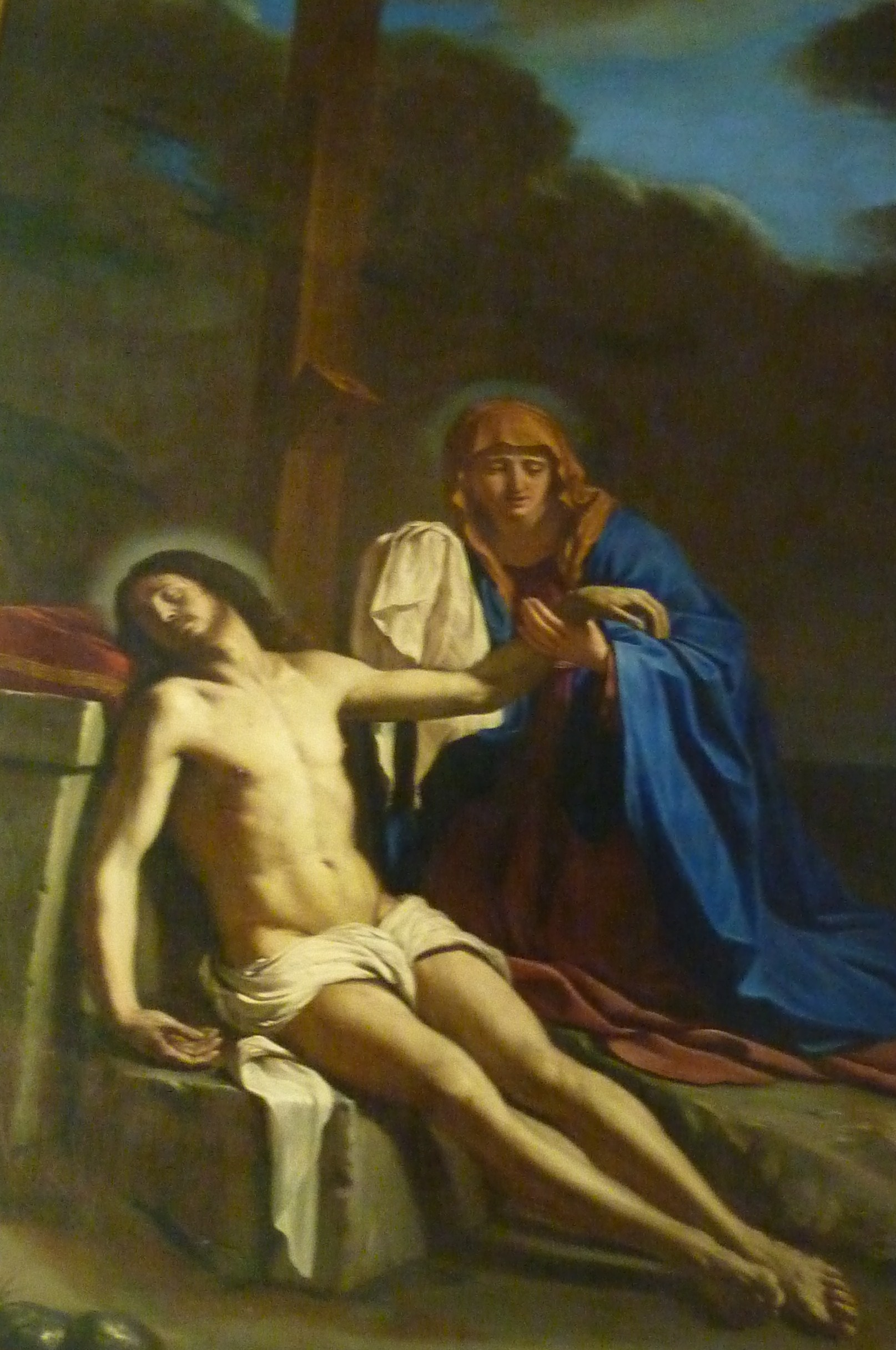
Pietà attribuită lui Guercino
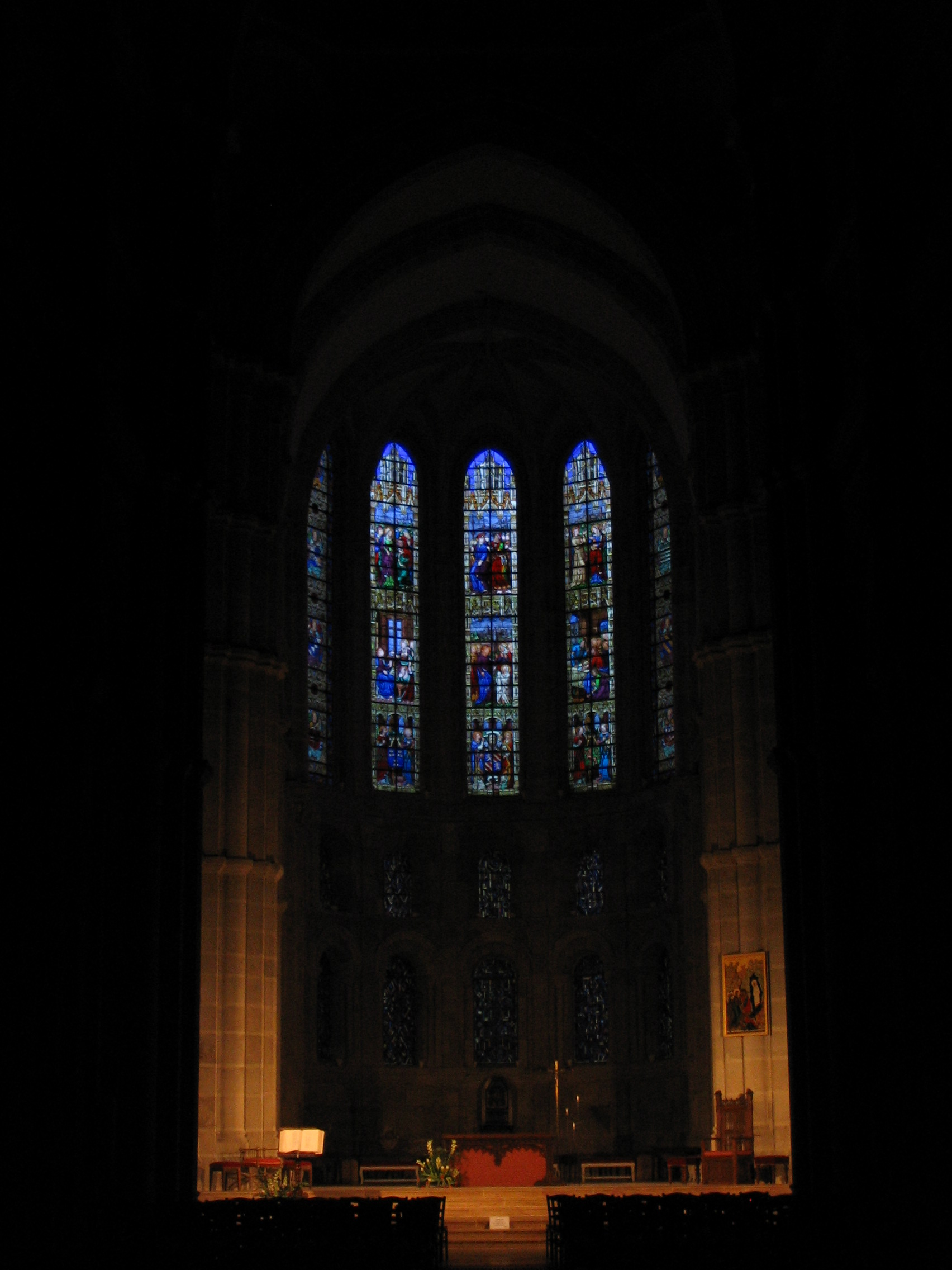
Vitralii din cor

Vitraliile datând din 1868, fabricate de atelierul Lusson din Paris, reprezintă viața Sfântului Léger (616-678), episcop martir din Autun, ilustrează consacrarea sa episcopală, prezentarea sa la regele Childéric al II-lea, arestarea sa de către soldații lui Ébroïn, primar al palatului și rival al Sfântului Léger și decapitarea sa. Puțin înainte de intrarea în sala capitulară, se află statuile funerare ale lui Pierre Jeannin și Anne Guéniot care au salvat numeroase vieți în timpul masacrului din Noaptea Sfântului Bartolomeu. Mormântul fostului președinte al Parlamentului din Burgundia, decedat în 1623, și al soției sale a fost distrus în timpul Revoluției franceze, dar statuile lor, transferate în afara catedralei, au fost reașezate în catedrală în 1807.

#### Orga
În catedrală există două orgi cu tuburi, ambele fiind instrumente importante și valoroase din punct de vedere istoric și artistic. Orga principală, construită de Louis Callinet în 1820, este un instrument mare și complex, cu o transmisie mecanică și o expoziție formată din tuburi principale cu guri de scut. Aceasta are 46 de registre pe trei manuale și pedală, oferind o gamă largă de sunete și posibilități de interpretare.

Al doilea instrument, opus 190 al lui Aristide Cavaillé-Coll, este mai mic și mai simplu decât orga principală, având doar 11 registre pe două manuale și pedală. Cu toate acestea, este un instrument valoros și apreciat deoarece este construit de unul dintre cei mai importanți constructori de orgi din istorie și pentru faptul că utilizează o transmisie mecanică, ceea ce permite un control mai precis și mai direct al sunetelor produse.

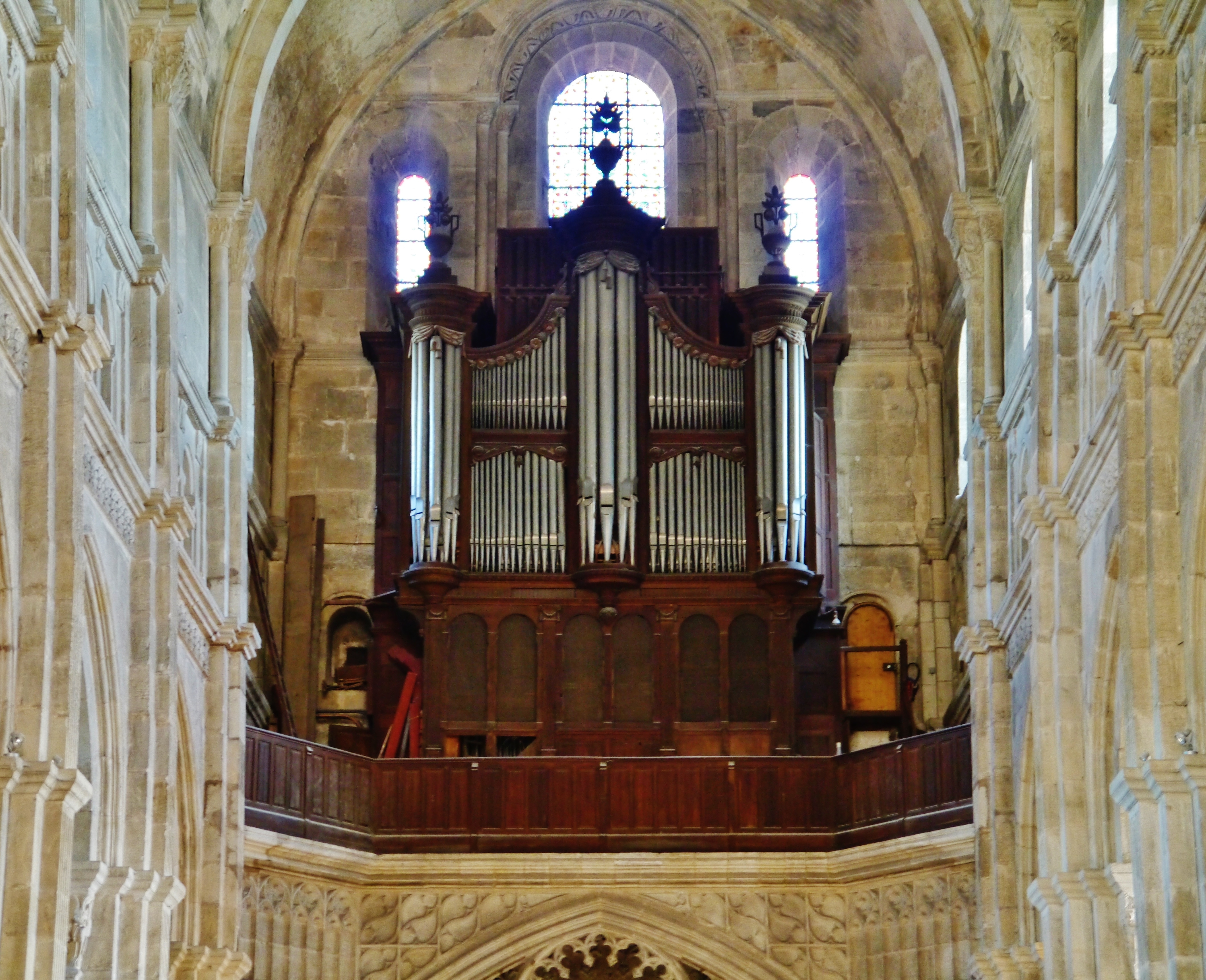
Marea orgă

#### Sala capitulară
Fostă bibliotecă, sala capitulară păstrează acum vreo treizeci de capiteluri, majoritatea realizate de Gislebertus, și extrase în timpul renovării stâlpilor care susțin clopotnița, de Eugène Viollet-le-Duc. Capitelurile reprezintă scene biblice sau creaturi extraordinare.
Pe unul dintre capitelurile din această sală, Iuda este reprezentat în picioare pe capul demonului Lăcomiei reprezentat printr-o punga enormă pe care o ține în mână. El întinde un potir, care simbolizează sângele lui Cristos, către un reprezentant al Sinagogii, susținut și el de un demon, care este în fața sa. Această asociere de evrei și bani, simbolizată de o pungă bine aprovizionată, este un loc comun în arta medievală.

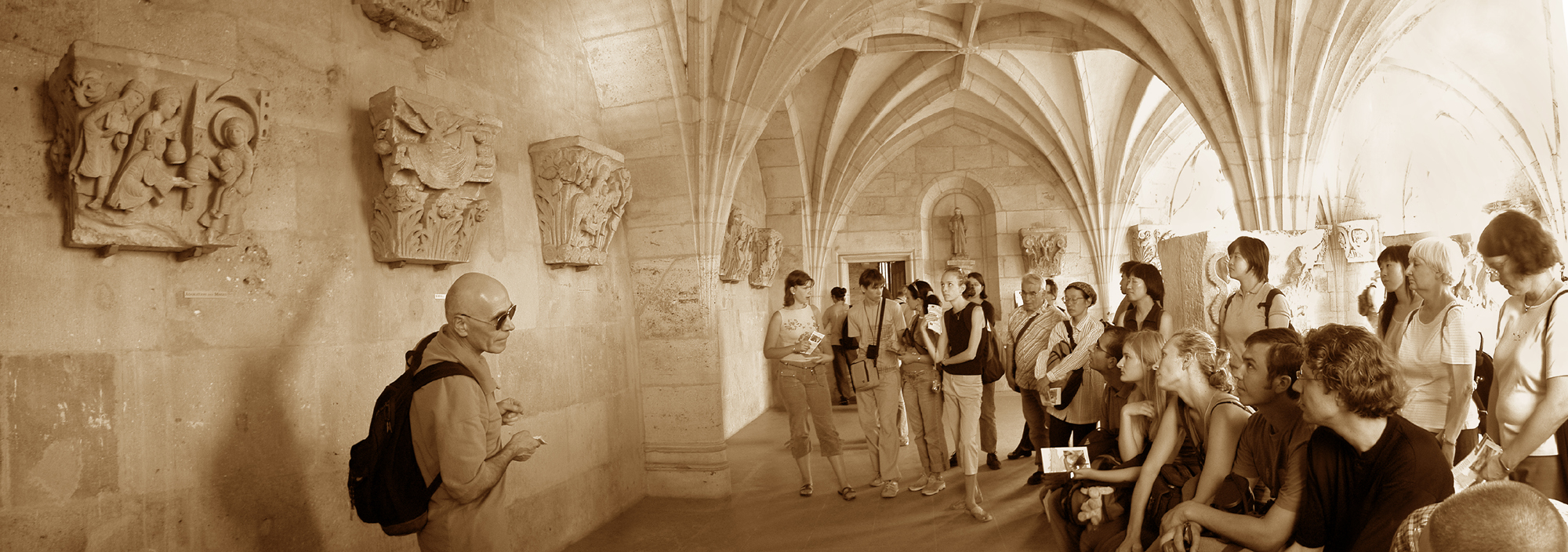
Vizită în sala capitulară.

Capiteluri din sala capitulară
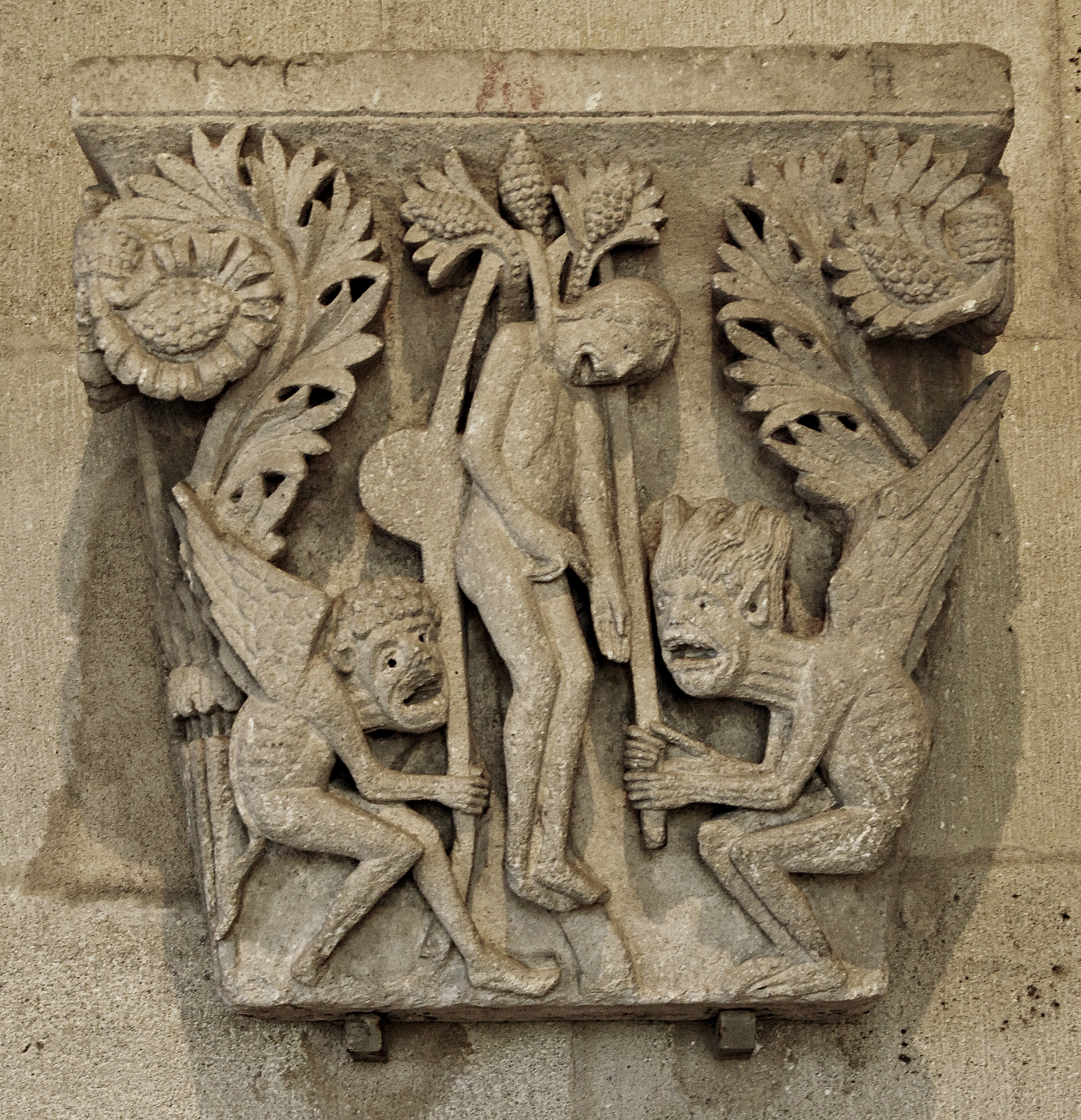
Spânzurarea lui Iuda.
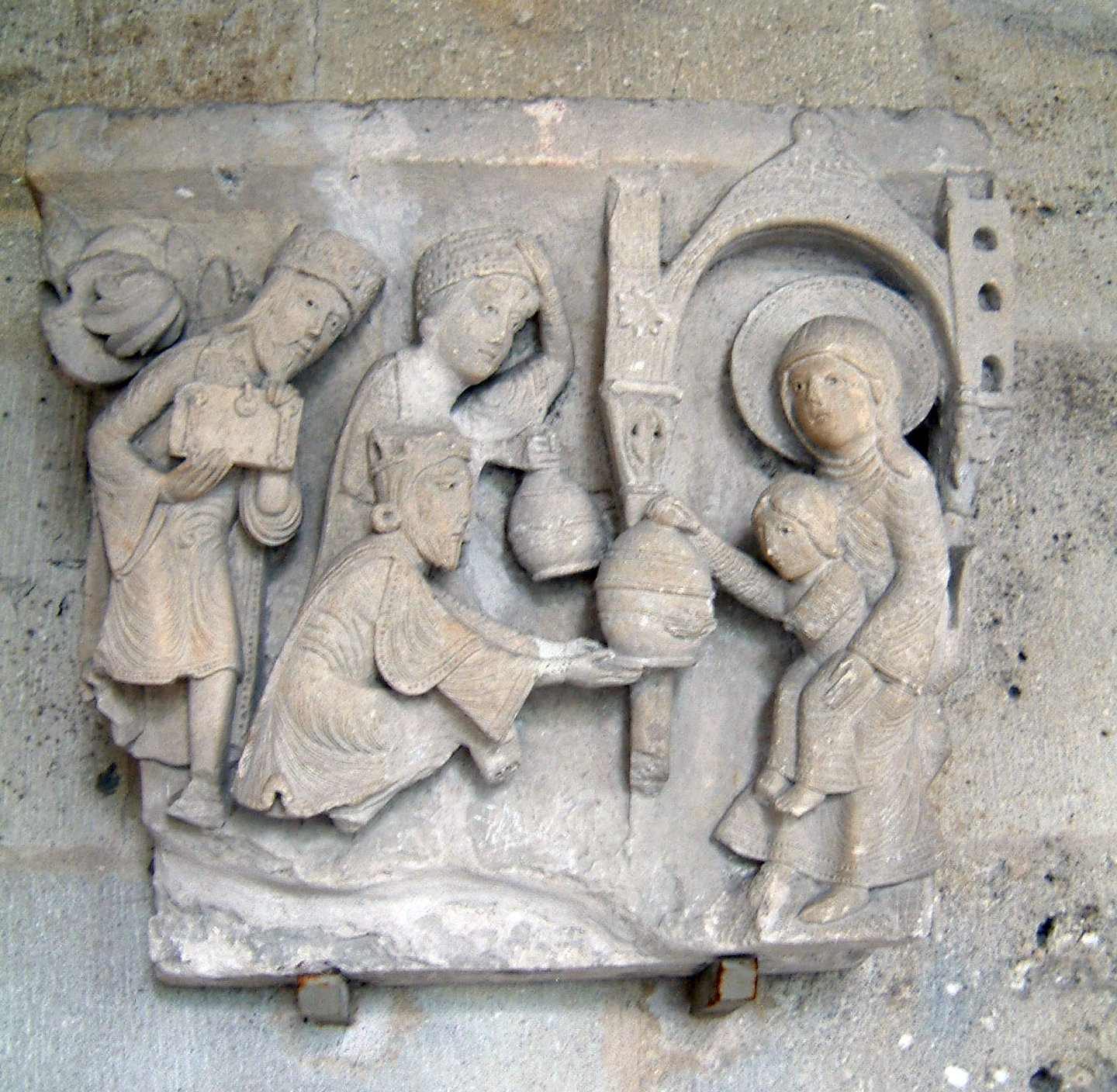
Adorarea magilor.
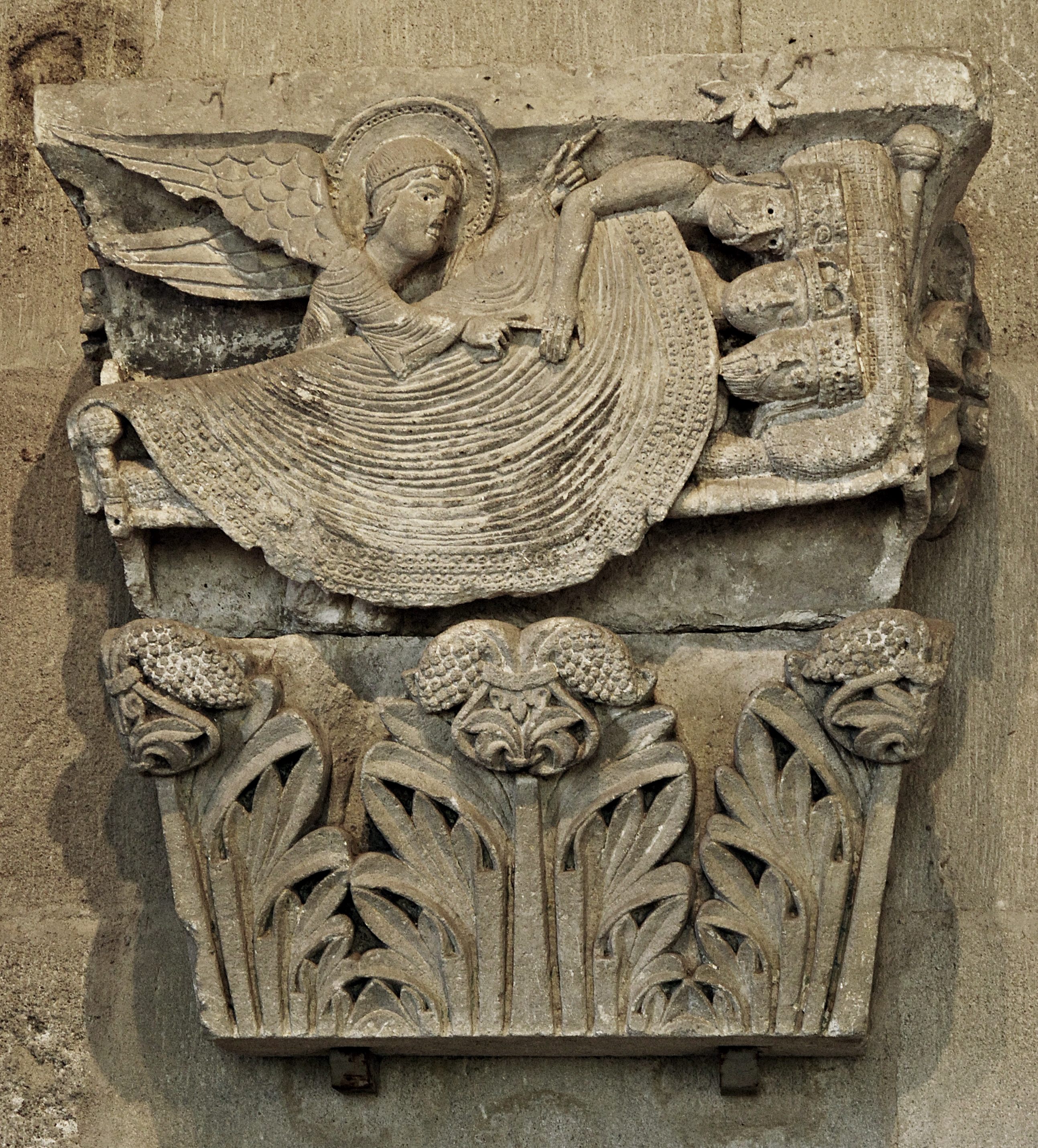
Somnul magilor. Îngerul arată cu o mână spre stea, iar cu cealaltă îl trezește pe unul dintre cei trei magi de la Răsărit.
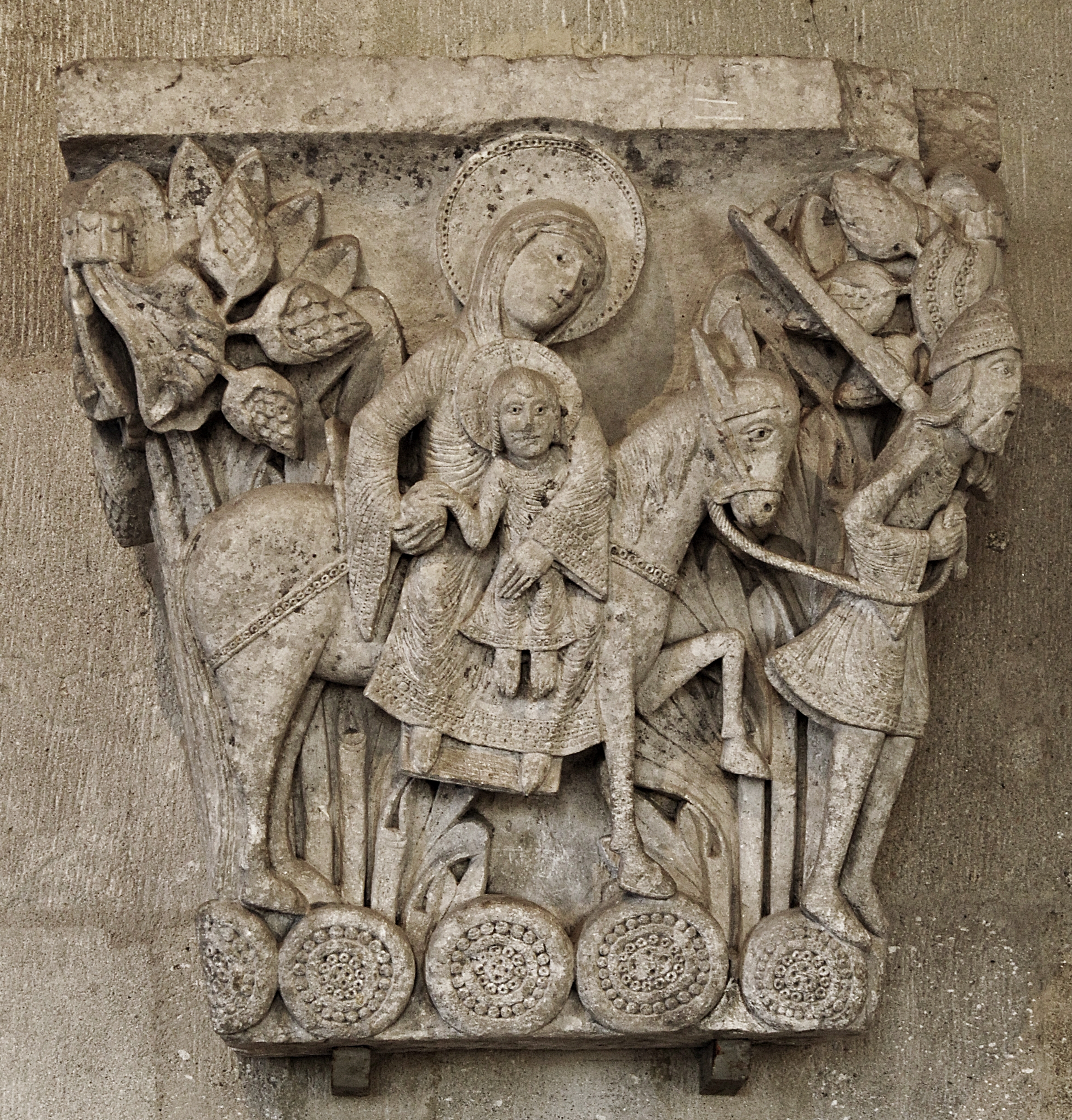
Fuga în Egipt.
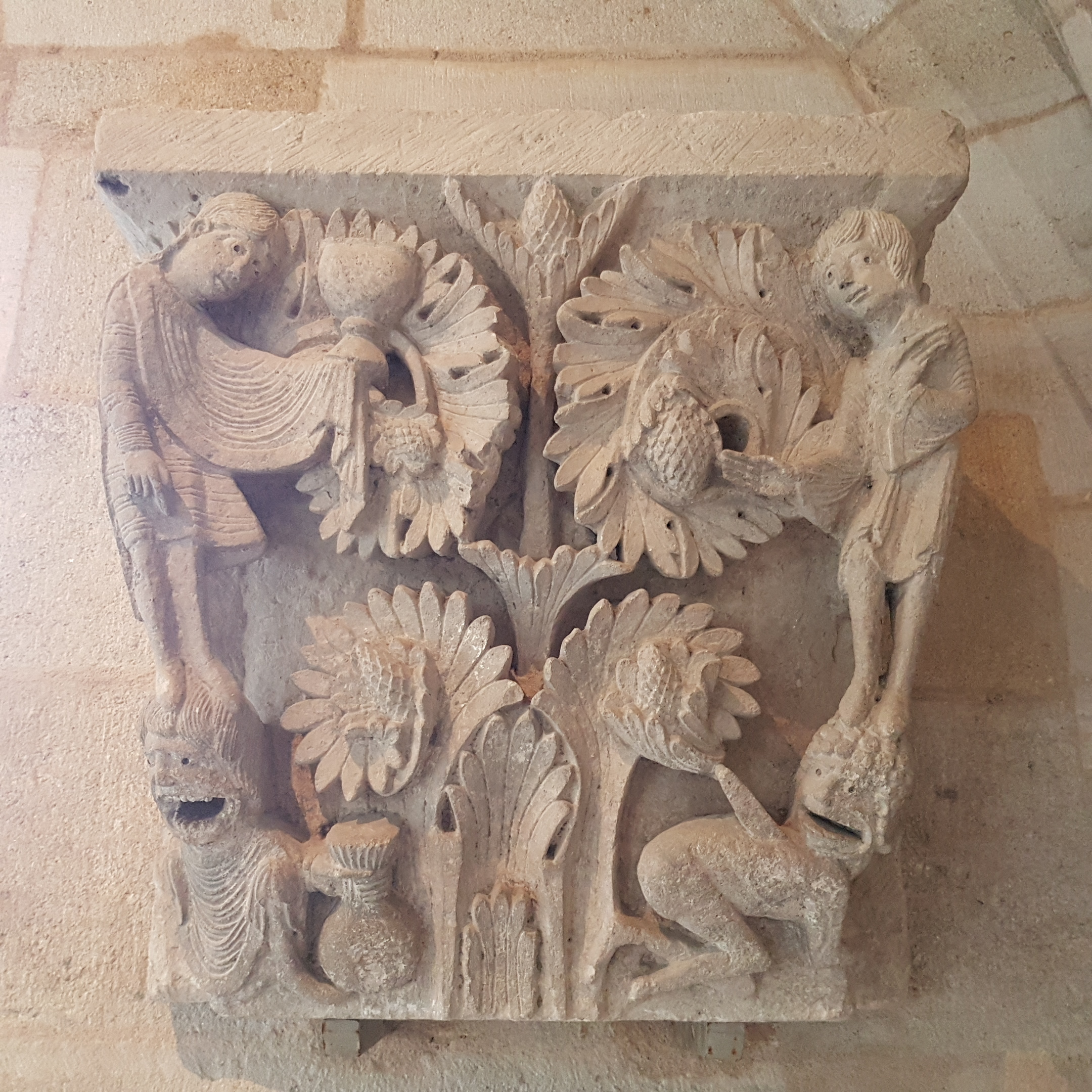
Iuda în picioare pe Lăcomie cu punga, întinde potirul Sinagogii cocoțată pe un alt demon.

## Acoperișul
Ca de multe ori în Burgundia, acoperișurile catedralei sunt acoperite cu țigle vitrate în diverse culori, formând modele geometrice.

### Lucrări generale
- Marcello Angheben, D'un jugement à l'autre. La représentation du jugement immédiat dans les Jugements derniers français (1100-1250), Turnhout, 2013.
- Marcello Angheben, Les chapiteaux romans de Bourgogne. Thèmes et programmes, Turnhout, 2003.
- François Collombet, Les plus belles cathédrales de France, Paris, Sélection du Readers Digest, ISBN: 2-7098-0888-9, 1997, p. Parametri lipsă! (Format:P.)142–145.
- Gérard Denizeau, Histoire visuelle des Monuments de France, Paris, Larousse, ISBN: 2-03-505201-7, 2003, p. Parametri lipsă! (Format:P.)60–61.
- Raymond Oursel, Bourgogne romane, (Format:7e), La Pierre-qui-Vire (France), Édition Zodiaque, 1979.
- Marcel Durliat, L'art roman, 1989, Ed. Citadelles/Mazenod (rééd. avec mise à jour en 2009).
- Denis Grivot et George Zarnecki, Gislebertus, sculpteur d'Autun, Paris, 1960.
- Francis Salet, « La sculpture romane en Bourgogne, à propos d'un livre récent », dans Bulletin Monumental, tome 119, oct.-décembre 1961, p. Parametri lipsă! (Format:P.)325-343.

### Lucrări despre catedrală
- Les vitraux de la cathédrale d'Autun, Sandillon: M.G. Éditions
- Cécile Ullmann (dir.), Révélation : le grand portail d’Autun, Lieux dits Édition, 2011, 189 p. ISBN: 978-2-36219-022-3.